# Bruno (Name)
Bruno ist ein männlicher Vorname und Familienname.

## Herkunft und Bedeutung

### Vorname
Für den Vornamen Bruno kommen zwei Herleitungen in Frage:
- latinisierte Form des althochdeutschen Namens Brun[1][2] bzw. von Namen, die das Element  brun „braun“, „leuchtend“[3] beinhalten[4][5]
  - In niederdeutschen Gegenden wurde er in Anklang an niederdeutsch brunoog „Braunauge“ vorzugsweise an braunäugige Jungen vergeben.[2]
- Kurzform althochdeutscher Namen, die das Element bryn „Brünne“, „Schutz“, „Rüstung“[6] beinhalten[4][5]

### Familienname
Beim Familiennamen Bruno handelt es sich entweder um ein Patronym zum Rufnamen Bruno oder um eine Benennung nach dem Übernamen Bruno, der auf italienisch bruno „braun“ zurückgeht und sich auf die Augen-, Haar- oder Hautfarbe bzw. die Kleidung bezieht.
In Einzelfällen liegt auch eine Benennung nach der Herkunft vor, entweder nach der italienischen Siedlung Bruno, oder als Schreibvariante von Brunow.

## Verbreitung

### Vorname
Der Name Bruno [ˈbɾũ.nu] war in Brasilien in den 1930er Jahren zwar geläufig, wurde jedoch nicht sehr häufig vergeben. Bis in die 1960er Jahre hinein sank die Popularität des Namens, um dann wieder zuzunehmen. In den 1980er Jahren stieg der Name in die Top-20 der Vornamenscharts auf, in der darauffolgenden Dekade belegte er Rang 5 der Hitliste, jedoch sank die Popularität in den 2000er Jahren erneut. Im Jahr 2019 erreichte er mit Rang 92 seine letzte Top-100-Platzierung.
In Portugal hat sich der Name Bruno [ˈbɾu.nu] in der Top-100 der Vornamenscharts etabliert.
Der Name Bruno [ˈbɾu.no] stieg in Spanien im Jahr 2005 in die Top-100 der Vornamenscharts auf. Seitdem gewann er an Popularität. Seit 2021 zählt er zu den 20 meistgewählten Jungennamen des Landes. 2023 belegte er Rang 18 der Hitliste. In Katalonien erreichte der Name bereits 2015 die Top-20 der Vornamenscharts. Zuletzt belegte er Rang 14 der Hitliste (2023). Auch in Galicien erreichte der Name im Jahr 2022 mit Rang 17 die Top-20 der Hitliste.
Auch in Chile hat sich der Name unter den 100 meistgewählten Jungennamen etabliert. Im Jahr 2017 erreichte er seine erste Top-20-Platzierung, im Jahr 2021 belegte er Rang 19 der Hitliste. In Argentinien stand der Name Bruno im Jahr 2021 auf Rang 8 der Hitliste. In Uruguay stand er im Jahr 2022 auf Rang 20 der Hitliste. In Mexiko sank der Name im Jahr 2021 gegenüber dem Vorjahr leicht ab auf Rang 90.
Bereits zu Beginn des 20. Jahrhunderts war der Name Bruno [ˈbʁy.no] in Frankreich geläufig. Insbesondere ab den 1920er Jahren gewann er an Popularität. 1925 erreichte er erstmals die Top-100 der Vornamenscharts. Er etablierte sich in der zweiten Hälfte der Top-100, bis er in den 1950er Jahren erneut an Beliebtheit gewann. Im Jahr 1958 stieg er in die Top-20 auf, vier Jahre später erreichte der Name die Top-10 der Vornamenscharts, zu der er für insgesamt 5 Jahre gehörte. Im Anschluss daran verlor der Name an Popularität. Seine letzte Platzierung unter den 100 beliebtesten Jungennamen erreichte der Name im Jahr 1990 (Rang 99). Seit 2008 findet Bruno sich nicht mehr unter den 500 meistgewählten Jungennamen des Landes.
Auch in Italien ist der Name Bruno [ˈbru.no] geläufig. Seine letzte Top-100-Platzierung erreichte er im Jahr 2004. Mit Rang 105 verfehlte er die Hitliste im Jahr 2023 nur knapp.
In Kroatien hat sich der Name Bruno [brûno] unter den 50 beliebtesten Jungennamen etabliert. Im Jahr 2023 stand er auf Rang 32 der Hitliste.
Bruno [ˈbru.no] war in Tschechien bereits zu Beginn des 20. Jahrhunderts geläufig. Bereits in den 1930er und 1940er Jahren zählte er wiederholt zu den 100 beliebtesten Jungennamen. Bis in die 1970er Jahre hinein verlor er an Beliebtheit und geriet außer Mode. Ab den 1980er Jahren nahm die Beliebtheit des Namens wieder zu. Im Jahr 2007 erreichte der Name erstmals seit 1943 wieder die Top-100 der Vornamenscharts. Im Jahr 2016 stand er auf Rang 85 der Hitliste.
Der Name Bruno [ˈbru.nɔ] gewann in Polen seit der Jahrtausendwende an Popularität. Seit 2017 gehört er zu den 50 beliebtesten Jungennamen. Im Jahr 2024 erreichte er mit Rang 29 zum zweiten Mal in Folge die Top-30 der Vornamenscharts.
In Lettland zählte Bruno bereits zu Beginn des 20. Jahrhunderts zu den beliebtesten Jungennamen. Zu Beginn der 1940er Jahre verließ er die Top-100 der Vornamenscharts. Im Jahr 2010 erreichte er erneut die Hitliste, fünf Jahre später stand der Name auf Rang 65 der Vornamenscharts.
In Deutschland zählte Bruno [ˈbʁuː.no] bereits im ausgehenden 19. und beginnenden 20. Jahrhundert zu den beliebtesten Jungennamen des Landes. Ab den 1930er Jahren sank die Popularität des Namens. Er verließ die Top-100 der Vornamenscharts, blieb jedoch bis in die 1960er Jahre hinein geläufig, bevor er außer Mode geriet. Ende der 1990er Jahre gewann der Name wieder an Popularität. Seit 2012 zählt er wieder zu den 100 meistgewählten Jungennamen des Landes (Ausnahme: 2013 und 2017). Im Jahr 2024 belegte Bruno Rang 60 der Hitliste. Besonders beliebt ist er dabei in den neuen Bundesländern, insbesondere in Sachsen, wo er im Jahr 2024 auf Rang 17 der Hitliste stand.

### Familienname
Der Familienname Bruno ist vor allem in Deutschland und Italien verbreitet. Während er in Italien gemäß Quellen aus den Jahren 1999 und 2000 insgesamt von 22.577 Personen getragen wurde, erreichte er in Deutschland mit 417 Namensträgern Rang 8.740.

## Varianten

### Vorname
Männliche Varianten
- Deutsch: Brun
- Finnisch: Bruuno, Pruuno, Pryyno, Ruuno, Ryyno
- Galicisch: Bruño
- Isländisch: Brúnó, Brúno
- Italienisch
  - Diminutiv: Brunello, Nello
- Katalanisch: Bru
- Limburgisch: Broen
- Niederländisch: Brune
- Ungarisch: Brúnó

Weibliche Varianten
- Französisch: Brune
- Italienisch: Bruna
  - Diminutiv: Brunella
- Kroatisch: Bruna
- Niederländisch: Brune
- Portugiesisch: Bruna

### Familienname
- Dänisch: Brun
- Deutsch: Braun, Braune, Bruhn, Brune
- Englisch: Bronson, Brown, Browne, Burnett
- Französisch: Brun, Brunet, Lebrun
- Italienisch
  - Diminutiv: Brunetti
- Niederländisch: Bruin, De Bruijn, De Bruin
- Norwegisch: Brun
- Schwedisch: Brun

## Namenstage
Die Namenstage von Bruno werden an folgenden Tagen gefeiert:
- 9. März: nach Brun von Querfurt
- 27. Mai: nach Brun, Bischof von Würzburg
- 6. Oktober: nach Bruno von Köln
- 11. Oktober: nach Bruno von Sachsen

## Namensträger

### Einname
chronologisch
- Bruno von Kärnten (972–999), später Gregor V. (Papst)
- Bruno von Egisheim-Dagsburg (1002–1054), später Papst Leo IX.
- Bruno von Augsburg, Bruder Heinrichs II.
- Bruno von Merseburg († 1036), Bischof von Merseburg
- Bruno von Würzburg († 1045), Kanzler von Italien und Fürstbischof von Würzburg
- Bruno von Waldeck († 1055), Bischof von Minden
- Bruno I. von Meißen († um 1065), Bischof von Meißen
- Bruno († 1092), deutscher Kardinal
- Bruno von Köln († 1101), Mönch, Kartäuser, Begründer des Kartäuserordens
- Bruno von Beutelsbach († 1120), Abt des Klosters Hirsau
- Bruno von Saarbrücken († 1123), Bischof von Speyer
- Bruno von Segni († 1123), italienischer Geistlicher und Bischof von Segni
- Bruno von Bretten († 1124), Erzbischof von Trier
- Bruno von Haigerloch-Wiesneck, Dompropst von Straßburg und Gründer des Klosters Sankt Märgen im Schwarzwald
- Bruno II. von Berg († 1137), Erzbischof von Köln
- Bruno I., Graf der Grafschaft Isenburg-Braunsberg, Erbauer der Burg Braunsberg
- Bruno von Hildesheim († 1161), Bischof von Hildesheim
- Bruno III. von Berg (ca. 1140–1200), Erzbischof des Erzbistums Köln
- Bruno IV. von Sayn († 1208), Erzbischof des Erzbistums Köln
- Bruno II. von Porstendorf († 1228), römisch-katholischer Geistlicher; Bischof von Meißen (1209–1228)
- Bruno von Braunsberg († 1236)
- Bruno von Isenberg († 1258), Bischof von Osnabrück
- Bruno von Longoburgo (ca. 1200–1286), italienischer Chirurg
- Bruno (ca. 1210–1265), Zweiter Klosterpropst zu Uetersen
- Bruno von Schauenburg († 1281), Bischof von Olmütz
- Bruno von Kirchberg († 1288), Bischof von Brixen
- Bruno II., Herr zu Braunsberg, Begründer des zweiten Grafenhauses der Grafen zu Wied
- Bruno III., Graf von Wied-Isenburg (auch Braunsberg, Wied oder Isenburg-Braunsberg genannt) (1255–1279)
- Bruno von Hornberg, mittelhochdeutscher Lyriker
- Bruno von Langenbogen († 1304), Bischof von Naumburg
- Bruno Henrique (* 1989), brasilianischer Fußballspieler
- Bruno Henrique (* 1990), brasilianischer Fußballspieler
- Bruno Henrique (* 1992), brasilianischer Fußballspieler
- Bruno Lage (* 1976), portugiesischer Fußballtrainer
- Bruno S. (1932–2010), deutscher Straßenmusikant und Schauspieler
- Bruno Tabata (* 1997), brasilianischer Fußballspieler

### Vorname

#### A
- Bruno Abakanowicz (1852–1900), polnischer Mathematiker und Erfinder
- Bruno Abegg (1803–1848), preußischer Politiker
- Bruno Ablaß (1866–1942), deutscher Politiker (DDP), MdR
- Bruno Adam (1846–1918), deutscher Architekt
- Bruno Adams (1963–2009), australischer Sänger, Songwriter und Musiker
- Bruno Aderhold (1915–2005), deutscher Opernsänger (Bariton)
- Bruno Adler (1889–1968), deutscher Literaturwissenschaftler
- Bruno Adler (1896–1954), deutscher evangelischer Bischof (der Deutschen Christen)
- Bruno Fridrichowitsch Adler (1874–1942), russisch-deutscher Ethnologe, Anthropologe, Kurator und Professor der Moskauer Staatlichen Universität
- Bruno Adriani (1881–1971), deutscher Verwaltungsjurist und Kunsthistoriker
- Bruno d’Affringues (1549–1632), französischer Jurist und Kartäuser
- Bruno Agostinelli (1987–2016), kanadischer Tennisspieler
- Bruno Ahlberg (1911–1966), finnischer Boxer
- Bruno Ahner (1866–1942), deutscher Geiger und Konzertmeister
- Bruno Ahrends (1878–1948), deutscher Architekt
- Bruno Akrapović (* 1967), bosnisch-herzegowinischer Fußballspieler
- Bruno Albers (1866–1941), deutscher Benediktiner und Kirchenhistoriker
- Bruno Albrecht (* 2001), deutscher Basketballspieler
- Bruno Alexander (* 1999), deutscher Schauspieler
- Bruno Alias (1928–1996), italienisches Model und Schauspieler
- Bruno Allolio (1949–2015), deutscher Internist, Endokrinologe und Hochschullehrer
- Bruno de Almeida (* 1965), portugiesischer Filmregisseur
- Bruno Alsen (1861–1913), deutscher Jurist und Landrat
- Bruno Altmann (1878–1943), deutscher Schriftsteller jüdischer Herkunft
- Bruno Alves (* 1981), portugiesischer Fußballspieler
- Bruno Fabiano Alves (* 1991), brasilianischer Fußballspieler
- Bruno Amable (* 1961), französischer Ökonom
- Bruno Amaducci (1925–2019), Schweizer Dirigent und Musiker
- Bruno Amiet (1903–1956), Schweizer Lokalhistoriker
- Bruno Amione (* 2002), argentinischer Fußballspieler
- Bruno Amoussou (* 1937), beninischer Politiker
- Bruno Amstad (1964–2024), Schweizer Vokalist (Improvisierte Musik, Jazz, Weltmusik)
- Bruno Andrade (* 1991), brasilianischer Rennfahrer
- Bruno Angeloni (* 1955), deutscher Jazzmusiker (Altsaxophon)
- Bruno Apitz (1900–1979), deutscher Schriftsteller
- Bruno F. Apitz (* 1957), deutscher Schauspieler
- Bruno Araújo (* 1972), brasilianischer Politiker
- Bruno Arcari (* 1942), italienischer Boxer
- Bruno Arich-Gerz (* 1966), deutscher Literaturwissenschaftler
- Bruno Armirail (* 1994), französischer Radrennfahrer
- Bruno Arndt (1874–1922), deutscher Schriftsteller
- Bruno Arno (1902–1990), deutscher Schauspieler, Kabarettist, Choreograph und Tänzer
- Bruno Arnold (1884–1933), deutscher Fotograf
- Bruno Asch (1890–1940), deutscher Kommunalpolitiker der SPD
- Bruno Aschenbrenner (* 1970), österreichischer Politiker (ÖVP), Mitglied des Bundesrates, Landtagsabgeordneter
- Bruno Auderset (* 1927), Schweizer Journalist
- Bruno Augenstein (1923–2005), deutschamerikanischer Mathematiker und Physiker
- Bruno Aulich (1902–1987), deutscher Musikwissenschaftler, Musikschriftsteller, Komponist und Dirigent
- Bruno Aveillan (* 1968), französischer Multimediakünstler, Fotograf und Regisseur von Werbespots und Musikvideos
- Bruno Åvik (* 1940), schwedischer Skilangläufer

#### B
- Bruno Bachler (1924–2011), deutscher kommunistischer Widerstandskämpfer
- Bruno Backhaus (1904–1973), deutscher Jurist
- Bruno Baer, finnischer Schauspieler
- Bruno Baeriswyl (1941–1996), Schweizer abstrakter Maler, Bildhauer und Lithograf der Lyrischen Abstraktion
- Bruno Bagnoud (1935–2022), Schweizer Bergführer, Pilot und Pionier der alpinen Flugrettung
- Bruno Baião (1985–2004), portugiesischer Fußballspieler
- Bruno Baldris (* 1998), spanischer Eishockeyspieler
- Bruno Balke (1907–1999), US-amerikanischer Physiologe und Hochschullehrer deutscher Herkunft
- Bruno Balscheit (1910–1993), Schweizer evangelischer Geistlicher und Hochschullehrer
- Bruno Baltes (1901–1944), deutscher römisch-katholischer Geistlicher, Benediktiner und Märtyrer
- Bruno Balz (1902–1988), deutscher Text- und Schlagerdichter
- Bruno Banani (* 1987), tongaischer Rennrodler
- Bruno Bandini (1889–1969), argentinischer Bratschist, Dirigent und Musikpädagoge italienischer Herkunft
- Bruno Banducci (1921–1985), US-amerikanischer Footballspieler
- Bruno Bandulet (* 1942), deutscher Journalist, Verleger und Autor
- Bruno Bansen (* 1942), deutscher humoristischer Lyriker
- Bruno Banzer (* 1947), liechtensteinischer Kunstturner
- Bruno Baptista (* 1997), brasilianischer Automobilrennfahrer
- Bruno Baratti († 1996), italienischer Drehbuchautor und Filmregisseur
- Bruno Barbey (1941–2020), französischer Fotograf, Mitglied der Fotoagentur Magnum
- Bruno Barbieri (* 1962), italienischer Sternekoch, Moderator, Gastwirt und Youtuber
- Bruno Barilli (1880–1952), italienischer Komponist, Journalist und Schriftsteller
- Bruno Barreto (* 1989), uruguayischer Fußballspieler
- Bruno Barreto (* 1955), brasilianischer Regisseur, Filmproduzent und Drehbuchautor
- Bruno de Barros (* 1987), brasilianischer Sprinter
- Bruno Barthel (1885–1956), sächsischer Mundartdichter
- Bruno Bartholome (1927–1994), deutscher Marathonläufer
- Bruno Barticciotto (* 2001), chilenischer Fußballspieler
- Bruno Bartoletti (1926–2013), italienischer Dirigent
- Bruno Basini (* 1933), französischer Autorennfahrer
- Bruno Bauch (1877–1942), deutscher Philosoph, Neukantianer
- Bruno Bauer (1880–1938), österreichischer Architekt
- Bruno Bauer (1887–1972), Schweizer Elektrotechniker und Hochschullehrer
- Bruno Bauer (1809–1882), deutscher Philosoph, Bibelkritiker und Schriftsteller
- Bruno Baum (1910–1971), deutscher KPD- und SED-Funktionär und Widerstandskämpfer gegen den Nationalsozialismus
- Bruno Baumann (* 1955), österreichischer Schriftsteller, Filmemacher, Abenteurer und Trekking-Spezialist
- Bruno Baumeister (1927–2010), deutscher Fußballspieler
- Bruno Baumgärtel (1874–1928), deutscher Geologe, Mineraloge, Bergingenieur und Fotograf, Pionier der Untertage-Fotografie
- Bruno Baur (* 1955), Schweizer Biologe und Professor für Naturschutzbiologie an der Universität Basel
- Bruno Bayerl (1831–1887), Abt von Stift Tepl
- Bruno Bazile (* 1961), französischer Comiczeichner
- Bruno Beater (1914–1982), deutscher Generaloberst und stellvertretender Minister für Staatssicherheit der DDR
- Bruno Beccerus (1582–1609), deutscher Pädagoge und Logiker
- Bruno Becher (1898–1961), deutscher Jurist und Politiker (FDP), MdL, rheinland-pfälzischer Justizminister
- Bruno Becker, deutscher Jurist
- Bruno Becker (* 1945), österreichischer Abt
- Bruno Becker (1894–1972), deutscher Militärbeamter, zuletzt Generalintendant der Wehrmacht
- Bruno Beeler (* 1962), Schweizer Rechtsanwalt und Politiker (CVP)
- Bruno Beger (1911–2009), deutscher Anthropologe und „Rassenforscher“
- Bruno Behr, deutscher Unternehmer
- Bruno Beijer (* 1944), schwedischer Diplomat, Botschafter in Malaysia und den Vereinigten Arabischen Emiraten
- Bruno Belčić (* 2000), kroatischer Leichtathlet
- Bruno Bělčík (1924–1990), tschechoslowakischer Geiger
- Bruno Belhoste (* 1952), französischer Wissenschaftshistoriker
- Bruno Bellone (* 1962), französischer Fußballspieler
- Bruno Benfey (1891–1962), deutscher lutherischer Geistlicher
- Bruno Benthien (1930–2015), deutscher Geograph, Politiker (LDPD, FDP), MdV und Tourismusminister der DDR
- Bruno Berger-Gorski (* 1959), deutscher Regisseur
- Bruno Bergner (1923–1995), deutscher Gebrauchsgraphiker, Kunstmaler, Zeichner
- Bruno Berlet (1825–1892), deutscher Lehrer und Reiseschriftsteller des Erzgebirges
- Bruno Berloffa (* 1971), österreichischer Fußballspieler und Bergsteiger
- Bruno Bernard (1912–1987), amerikanischer Fotograf
- Bruno Bernasconi (1942–1999), Schweizer Fußballspieler
- Bruno Berner (* 1977), Schweizer Fußballspieler und -trainer
- Bruno Bernitz (1915–1987), deutscher Maler und Grafiker (DDR)
- Bruno Bertagna (1935–2013), italienischer Geistlicher, Kurienerzbischof der römisch-katholischen Kirche
- Bruno Besson (* 1979), französischer Autorennfahrer
- Bruno Bettelheim (1903–1990), US-amerikanischer Psychoanalytiker und Kinderpsychologe
- Bruno Betti (1911–1986), italienischer Hindernis- und Langstreckenläufer
- Bruno Bettinelli (1913–2004), italienischer Komponist
- Bruno Beye (1895–1976), deutscher Maler und Grafiker
- Bruno Bezerra de Menezes Souza (* 1977), brasilianischer Handballspieler
- Bruno Bianchi (1904–1988), italienischer Segler
- Bruno Bianchi (1943–1966), italienischer Schwimmer
- Bruno Biedermann (1904–1953), deutscher Politiker (NSDAP), MdR und SA-Führer
- Bruno Biehler (1884–1966), deutscher Skisportler und Architekt
- Bruno Bielefeld (1879–1973), deutscher Maler, Radierer und Lithograf
- Bruno Bieler (1888–1966), deutscher General der Infanterie im Zweiten Weltkrieg
- Bruno Bieligk (1889–1969), deutscher Politiker (SPD), MdA
- Bruno Bigoni (* 1950), italienischer Filmregisseur und Drehbuchautor
- Bruno Bilić (* 1997), kroatischer Fußballspieler
- Bruno Binder (* 1948), österreichischer Jurist und Hochschullehrer
- Bruno Binder-Krieglstein (1908–1990), österreichischer Verwaltungsjurist
- Bruno Bini (* 1954), französischer Fußballtrainer
- Bruno Binnebesel (1902–1944), deutscher römisch-katholischer Geistlicher und NS-Opfer
- Bruno Bisang (* 1952), Schweizer Photograph
- Bruno Bischofberger (* 1940), Schweizer Galerist und Sammler
- Bruno Bischoff (1855–1911), deutsch-böhmischer Historiker und Kunsthistoriker
- Bruno Bitter (1898–1988), deutscher Jesuit
- Bruno Bjelinski (1909–1992), jugoslawischer Komponist
- Bruno Blanchet (1760–1822), Präsident von Haiti
- Bruno Blau (1881–1954), deutscher Statistiker
- Bruno Bleckmann (* 1962), deutscher Althistoriker
- Bruno Bloch (1878–1933), Schweizer Dermatologe und Hochschullehrer
- Bruno Bludau (1890–1945), deutscher römisch-katholischer Geistlicher und Märtyrer
- Bruno Blum (1939–2017), deutscher Physiotherapeut
- Bruno Blume (* 1972), Schweizer Autor, Theaterregisseur und Journalist
- Bruno Boche (1897–1972), deutscher Feldhockeyspieler
- Bruno von Boehmer (1866–1943), deutscher Ingenieur und Baubeamter
- Bruno Boesch (1911–1981), Schweizer Germanist in Freiburg
- Bruno Böhlen (1930–2011), Schweizer Chemieingenieur
- Bruno Böhmer Camacho (* 1985), deutsch-kolumbianischer Jazzmusiker (Piano, Komposition)
- Bruno A. Boley (1924–2017), US-amerikanischer Ingenieur
- Bruno Bollini (1933–2015), französischer Fußballspieler
- Bruno Bongongo (* 1985), zentralafrikanischer Boxer
- Bruno Bonhuil (1960–2005), französischer Motorradrennfahrer
- Bruno Boni (1915–2003), italienischer Ruderer
- Bruno Bonifacio (* 1994), brasilianischer Automobilrennfahrer
- Bruno Böning, deutscher Schauspieler
- Bruno Bonnell (* 1958), französischer Unternehmer und Computerspielentwickler
- Bruno Borchardt (1859–1939), deutscher Politiker und Schriftsteller
- Bruno Borchert († 1945), deutscher Kommunist und Widerstandskämpfer gegen den Nationalsozialismus
- Bruno Borowski (1889–1945), deutscher Anglist
- Bruno Boscherie (* 1951), französischer Florettfechter
- Bruno Boschilia (* 1983), brasilianischer Fußballschiedsrichterassistent
- Bruno Boschung (* 1963), Schweizer Politiker (CVP)
- Bruno Bossi (1901–1993), Schweizer Architekt
- Bruno Böttcher (1921–2007), deutscher Richter und Politiker (CDU), Mitglied des Abgeordnetenhauses von Berlin
- Bruno Böttge (1891–1967), deutscher Politiker, MdV, Bürgermeister von Eisleben, Häftling im Konzentrationslager und Landtagspräsident von Sachsen-Anhalt
- Bruno J. Böttge (1925–1981), deutscher Filmemacher
- Bruno Bourg-Broc (* 1945), französischer Politiker
- Bruno Boxler (1912–1989), deutscher Ingenieur, Autor und Erfinder
- Bruno Bozzetto (* 1938), italienischer Cartoonanimator
- Bruno Branciforte (* 1947), italienischer Admiral der italienischen Marine und Chef des Nachrichtendienstes SISMI
- Bruno Brandes (1910–1985), deutscher Jurist und Politiker (CDU), MdL, MdB
- Bruno Braquehais (1823–1875), französischer Fotograf
- Bruno Bräuer (1893–1947), deutscher General der Fallschirmtruppe und Kriegsverbrecher
- Bruno Braun (1891–1948), deutscher Politiker (CDU), MdL
- Bruno O. Braun (* 1942), deutscher Ingenieur und Manager
- Bruno Brechbühl (* 1974), Schweizer Eishockeyspieler
- Bruno Breguet (* 1950), Schweizer Terrorist
- Bruno Brehm (1892–1974), österreichischer Schriftsteller
- Bruno Brizzi (* 1933), Schweizer Fußballspieler
- Bruno Brocchi (* 1927), Schweizer Architekt und Vertreter der Tessiner Architekturschule
- Bruno Brockhoff (1903–1949), deutscher SED-Funktionär, MdL
- Bruno Brodniewicz (1895–1945), deutscher Funktionshäftling und Häftling im KZ Auschwitz
- Bruno Brommer (* 1951), deutscher Diplomat
- Bruno Brückner (1824–1905), deutscher Geistlicher, protestantischer Theologe
- Bruno Bruhn (1872–1958), deutscher Chemiker und Industriemanager
- Bruno Bruins (* 1963), niederländischer Politiker
- Bruno Bruni (* 1935), italienischer Maler, Grafiker und Bildhauer
- Bruno Bruni (* 1955), italienischer Hochspringer
- Bruno Bruni junior (* 1979), belgisch-italienischer Schauspieler
- Bruno Bruskow († 1487), Bürgermeister von Lübeck
- Bruno Bruyère (* 1965), belgischer Radrennfahrer
- Bruno Buch (1883–1938), deutscher Architekt
- Bruno Buchberger (* 1942), österreichischer Mathematiker
- Bruno Bucher (1826–1899), deutscher Kunstschriftsteller und Direktor des Museums für angewandte Kunst in Wien
- Bruno Buchmayr (1954–2021), österreichischer Werkstoffwissenschaftler und Hochschullehrer
- Bruno Büchner (1871–1943), deutscher Rad- und Autorennfahrer sowie Luftfahrtpionier
- Bruno Ernst Buchrucker (1878–1966), deutscher Major, Anführer des Küstriner Putsches
- Bruno Buchwald (1847–1913), deutscher Buchbinder und Politiker (SPD), MdR
- Bruno Buchwieser senior (1883–1960), österreichischer Architekt
- Bruno Buchwieser junior (1919–1993), österreichischer Mitbegründer sowie Präsident der Österreichischen Jungarbeiterbewegung
- Bruno Bulić (* 1958), jugoslawischer Radrennfahrer
- Bruno Horst Bull (* 1933), deutscher Dichter, Schriftsteller, Kinder- und Jugendbuchautor
- Bruno Buozzi (1881–1944), italienischer Gewerkschafter und Politiker
- Bruno H. Bürgel (1875–1948), deutscher Astronom, Schriftsteller und Publizist
- Bruno Bushart (1919–2012), deutscher Kunsthistoriker
- Bruno Bušić (1939–1978), kroatischer Publizist, politischer Gefangener, Terrorhelfer und Funktionär einer kroatischen Exilorganisation
- Bruno Buzek (1911–1973), österreichischer Architekt

#### C
- Bruno Cadoré (* 1954), französischer Geistlicher, Ordensmeister der Dominikaner
- Bruno Caetano (* 1979), portugiesischer Animator und Filmproduzent
- Bruno Caillat (* 1955), französischer Perkussionist
- Bruno Caizzi (1909–1992), italienischer Ökonom, Historiker und Wirtschaftswissenschaftler
- Bruno Calise (1885–1965), französischer Autorennfahrer
- Bruno von Calw († 1109), Bischof von Metz
- Bruno Campese (* 1963), italo-kanadischer Eishockeytorwart, -trainer und -funktionär
- Bruno Campos (* 1973), brasilianischer Schauspieler
- Bruno Caneva (1912–2003), italienischer Skispringer
- Bruno Canino (* 1935), italienischer Pianist und Komponist
- Bruno Cantanhede (* 1993), brasilianischer Fußballspieler
- Bruno Carabetta (* 1966), französischer Judoka
- Bruno Carr (1928–1993), US-amerikanischer Jazz-Schlagzeuger
- Bruno Carranza Ramírez (1822–1891), Präsident Costa Ricas
- Bruno Carrara (* 1977), italienischer Skilangläufer
- Bruno Carstens (1918–2001), deutscher Schauspieler
- Bruno Cassinari (1912–1992), italienischer Maler und Grafiker
- Bruno Cassirer (1872–1941), deutscher Verleger, Galerist und Pferdezüchter
- Bruno Castanheira (1977–2014), portugiesischer Radrennfahrer
- Bruno Castellucci (* 1944), belgischer Jazzschlagzeuger
- Bruno Castendyk (1771–1814), Bremer Jurist und Senator
- Bruno Cathala (* 1963), französischer Spieleautor
- Bruno Cathomas (* 1965), Schweizer Theater- und Filmschauspieler
- Bruno Ceccobelli (* 1952), italienischer Bildhauer
- Bruno Cenghialta (* 1962), italienischer Radrennfahrer
- Bruno Centrone (* 1955), italienischer Philosophiehistoriker
- Bruno Cerella (* 1986), argentinisch-italienischer Basketballspieler
- Bruno César (* 1988), brasilianischer Fußballspieler
- Bruno Cesari (1933–2004), italienischer Artdirector und Szenenbildner
- Bruno Cetto (1921–1991), italienischer Mykologe und Autor
- Bruno Cherrier (* 1953), französischer Sprinter
- Bruno Chevillon (* 1959), französischer Kontrabassist (Jazz, Improvisation)
- Bruno Cheyrou (* 1978), französischer Fußballspieler
- Bruno della Chiesa (* 1962), französischer Linguist
- Bruno Chimirri (1842–1917), italienischer Politiker
- Bruno Chizzo (1916–1969), italienischer Fußballspieler
- Bruno Cicognani (1879–1971), italienischer Schriftsteller
- Bruno Cieslewicz (1890–1959), deutscher Manager
- Bruno Cipolla (* 1952), italienischer Rudersportler
- Bruno Cirillo (* 1977), italienischer Fußballspieler
- Bruno Cirino (1936–1981), italienischer Schauspieler
- Bruno Claußen (1880–1958), deutscher Bibliothekar
- Bruno Claußen (* 1946), deutscher Politiker (CDU), MdHB
- Bruno Claußen, deutscher Verwaltungsjurist und Ministerialbeamter, Staatssekretär im Reichsarbeitsministerium
- Bruno Coder, deutscher Kammergutspächter und Politiker
- Bruno Colella (* 1955), italienischer Schauspieler und Filmregisseur
- Bruno Coli (* 1957), italienischer Komponist
- Bruno Collet (* 1965), französischer Animator und Filmregisseur
- Bruno Condé (1920–2004), französischer Höhlenforscher und Zoologe
- Bruno Conti (* 1955), italienischer Fußballspieler und -trainer
- Bruno Coppi (* 1935), italienisch-amerikanischer Physiker
- Bruno Coquatrix (1910–1979), französischer Konzertveranstalter
- Bruno Corazzari (* 1940), italienischer Schauspieler
- Bruno Corbucci (1931–1996), italienischer Filmregisseur
- Bruno Corelli (1918–1983), italienischer Schauspieler
- Bruno Cornillet (* 1963), französischer Radrennfahrer
- Bruno Correa (* 1986), brasilianischer Fußballspieler
- Bruno Correa (* 1991), uruguayischer Fußballspieler
- Bruno Cortez (* 1987), brasilianischer Fußballtorhüter
- Bruno Cortini (1943–1989), italienischer Filmregisseur
- Bruno Costa (1890–1966), österreichischer Bildhauer
- Bruno Cotte (* 1945), französischer Jurist und Richter am Internationalen Strafgerichtshof (seit 2007)
- Bruno Coulais (* 1954), französischer Filmkomponist
- Bruno Coutinho Martins (* 1986), brasilianischer Fußballspieler
- Bruno Covas (1980–2021), brasilianischer Politiker der PSDB
- Bruno Cremer (1929–2010), französischer Schauspieler
- Bruno Crome (1877–1933), deutscher germanistischer Mediävist und Museumsdirektor
- Bruno Cuche (* 1948), französischer General, Stabschef des Französischen Heeres
- Bruno Curth (* 1926), deutscher DBD-Funktionär, MdV
- Bruno Custos (* 1977), französischer Fußballspieler
- Bruno Czarnowski (1902–1988), deutscher Politiker (NSDAP), MdR

#### D
- Bruno Da Col (1913–1995), italienischer Skispringer
- Bruno Dallansky (1928–2008), österreichischer Schauspieler
- Bruno Damann (* 1957), Schweizer Politiker
- Bruno Dammann (1869–1934), deutscher Jurist und Ministerialbeamter
- Bruno Dammer (1876–1957), deutscher Geologe
- Bruno Danicke (* 1875), deutscher Politiker (DNVP, DVFB, NSFB)
- Bruno De Filippi (1930–2010), italienischer Musiker
- Bruno De Zordo (1941–2004), italienischer Skispringer
- Bruno Debertolis (* 1978), italienischer Skilangläufer
- Bruno Decarli (1877–1950), deutscher Schauspieler
- Bruno Dechamps (1925–1992), deutscher Journalist
- Bruno Decker (1871–1922), deutscher Dramaturg, Opernregisseur, Bühnenschriftsteller und Operettenlibrettist
- Bruno Franz Decker (1907–1961), deutscher Theologe und Priester
- Bruno Delaye (* 1952), französischer Diplomat
- Bruno Delbonnel (* 1957), französischer Kameramann
- Bruno Demke (1880–1916), deutscher Radrennfahrer
- Bruno Deserti (1942–1965), italienischer Autorennfahrer
- Bruno Desrochers (1910–1976), kanadischer Geistlicher
- Bruno Detassis (1910–2008), italienischer Bergsteiger und -führer
- Bruno Detterle (1759–1832), österreichischer Zisterzienserabt
- Bruno Dey (* 1927), deutscher SS-Mann und KZ-Wachmann
- Bruno Diamant (1867–1942), deutscher Bildhauer
- Bruno Dickhoff, deutscher Politiker und Widerstandskämpfer gegen den Nationalsozialismus
- Bruno Dieckelmann (1897–1967), deutscher Politiker (NSDAP), MdR und SA-Führer
- Bruno Diekmann (1897–1982), deutscher Politiker (SPD), MdL, Ministerpräsident des Landes Schleswig-Holstein, MdB
- Bruno Diemer (1924–1962), deutscher Maler
- Bruno Dietrich (* 1939), deutscher Schauspieler
- Bruno Dilley (1913–1968), deutscher Pilot und Ritterkreuzträger im Zweiten Weltkrieg
- Bruno Ditter von Dittersdorff (1908–1944), deutscher SS-Obersturmbannführer und Major der Schutzpolizei
- Bruno Dobelmann (* 1959), deutscher Extremsportler
- Bruno Dobler (* 1952), Schweizer Politiker und Unternehmer
- Bruno Doehn (1866–1924), deutscher Reichsgerichtsrat
- Bruno Doehring (1879–1961), evangelischer Theologe und Politiker (DNVP), MdR
- Bruno Doer (1905–1968), deutscher Althistoriker
- Bruno Dolinski (1933–2008), deutscher Maler und Restaurator
- Bruno Domke (1876–1962), deutscher Farmer, Großwildjäger, Kaffeepflanzer, Hotelier und Gutsbesitzer
- Bruno Donath (1870–1929), deutscher Physiker und Erfinder
- Bruno Dörpinghaus (1903–1995), deutscher Ingenieur und Politiker (CDU)
- Bruno Dost (1849–1916), deutscher Mundartdichter des Erzgebirges
- Bruno Dreossi (* 1964), italienischer Kanute
- Bruno Dreßler (1879–1952), deutscher Schriftsetzer, Verleger und Gründer der Buchgemeinschaft Büchergilde Gutenberg
- Bruno Drews (1898–1969), deutscher Chemiker
- Bruno Dreyfürst (* 1976), elsässischer Theaterschauspieler
- Bruno Droste (1918–1969), deutscher Musiker, Komponist und Orchesterleiter
- Bruno Dubber (1910–1944), deutscher Widerstandskämpfer gegen den Nationalsozialismus
- Bruno Duday (1880–1946), deutscher Filmproduzent
- Bruno Marie Duffé (* 1951), französischer römisch-katholischer Geistlicher, ehemaliger Sekretär des Dikasteriums für die ganzheitliche Entwicklung des Menschen
- Bruno Dumont (* 1958), französischer Regisseur
- Bruno Dunst (1919–1999), deutscher Kinobetreiber und Kleindarsteller
- Bruno Durand (1890–1975), französischer Bibliothekar, Provenzalist, Romanist und Dichter
- Bruno Dürigen (1853–1930), deutscher Zoologe
- Bruno Duval, französischer Fusion- und Jazzmusiker (Schlagzeug)
- Bruno Dybal (* 1994), brasilianischer Fußballspieler

#### E
- Bruno Echagaray (* 1983), mexikanischer Tennisspieler
- Bruno Eckardt (1892–1987), deutscher Meteorologe
- Bruno Eckerl (1901–1967), österreichischer Rechtsanwalt und Fußballfunktionär
- Bruno Eckhardt (1960–2019), deutscher Physiker und Hochschullehrer
- Bruno Ateba Edo (* 1964), kamerunischer Ordensgeistlicher, römisch-katholischer Bischof von Maroua-Mokolo
- Bruno Eelbo (1853–1917), deutscher Architekt und Schriftsteller
- Bruno Ehrich (1861–1947), deutscher Historienmaler der Düsseldorfer Schule
- Bruno Ehrlich (1868–1945), deutscher Lehrer und Heimatforscher, Prähistoriker
- Bruno Eichgrün (1877–1937), deutscher Schauspieler und Regisseur
- Bruno Eichhorn (1864–1926), preußischer Verwaltungsbeamter und Landrat der Kreise Merzig und Krefeld
- Bruno Eichmann (* 1952), Schweizer Automobilrennfahrer
- Bruno Eisner (1884–1978), österreichisch-amerikanischer Pianist und Musikpädagoge
- Bruno Elschner (1924–2009), deutscher Physiker, Hochschullehrer an der TH Darmstadt
- Bruno Emmert (1880–1967), deutscher Chemiker und Hochschullehrer
- Bruno von Enderes (1871–1934), österreichischer Eisenbahnfachmann und Beamter
- Bruno Endrejat, deutscher kommunistischer Widerstandskämpfer gegen den Nationalsozialismus
- Bruno Engelmeier (1927–1991), österreichischer Fußballspieler und -trainer
- Bruno Epple (1931–2023), deutscher Maler und Dichter
- Bruno Erdmann (1915–2003), deutscher Maler
- Franz Bruno Erhardt (1864–1930), deutscher Philosoph
- Bruno Ernst (* 1957), deutscher Poolbillardspieler
- Bruno Ertler (1889–1927), österreichischer Schriftsteller
- Bruno Étienne (1937–2009), französischer Soziologe, politischer Analytiker und eine Persönlichkeit des Freimaurertums
- Bruno Eyermann (1888–1961), deutscher Bildhauer, Medailleur
- Bruno Eyferth (1826–1897), deutscher Bergbeamter und Naturforscher
- Bruno Eyron (* 1964), deutscher Schauspieler, Moderator, Produzent, Autor und Geschäftsmann

#### F
- Bruno Faass (1882–1951), deutscher Bibliothekar
- Bruno Fabeyer (1926–1999), deutscher Gewaltverbrecher
- Bruno Fagnoul (1936–2023), belgischer Politiker
- Bruno Faidutti (* 1961), französischer Spieleautor
- Bruno Fait (1924–2000), italienischer Geher
- Bruno Fattori (1891–1985), italienischer Schriftsteller
- Bruno Fautz (1933–2014), deutscher Geograf und Hochschullehrer
- Bruno Fechner (* 1987), deutscher Automobilrennfahrer
- Bruno Fehlisch, deutscher Politiker (SPD), MdL
- Bruno Fehrenbacher (1895–1965), Benediktinermönch und Abt der Buckfast Abbey in Devon (Großbritannien)
- Bruno Feillet (* 1959), französischer Geistlicher, römisch-katholischer Bischof von Sées
- Bruno Fendrich (1900–1963), Schwarzmeerdeutscher Architekt und Bauhistoriker
- Bruno Fernandes (* 1994), portugiesischer Fußballspieler
- Bruno Fernando (* 1998), angolanischer Basketballspieler
- Bruno Ferrara (* 1966), italienischer Sänger
- Bruno Ferretti (1913–2010), italienischer Physiker
- Bruno Ferry (* 1967), französischer Fußballspieler
- Bruno Fičur (* 1998), kroatischer Eishockeyspieler
- Bruno Filippini (1945–2023), italienischer Sänger
- Bruno de Finetti (1906–1985), italienischer Mathematiker
- Bruno Finzi (1899–1974), italienischer Angewandter Mathematiker und Physiker
- Bruno Fiordelmondo, uruguayischer Fußballspieler
- Bruno Fischer (1860–1932), deutscher Bildhauer
- Bruno Fischer-Uwe (1915–1992), deutscher Maler und Hochschullehrer
- Bruno Flashar (1887–1961), deutscher Landschafts-, Genre- und Stilllebenmaler
- Bruno Fleischer (1874–1965), deutscher Augenarzt
- Bruno Fleischmann (1580–1639), deutscher Kartäuserprior
- Bruno Flierl (1927–2023), deutscher Architekt und Architekturkritiker
- Bruno Foliados (* 1992), uruguayischer Fußballspieler
- Bruno Fontana (* 1936), italienischer Autor, Drehbuchautor und Filmregisseur
- Bruno Foresti (1923–2022), italienischer Geistlicher, römisch-katholischer Erzbischof sowie Bischof von Brescia und Abt von Nonantola
- Bruno Fornaciari (1881–1959), italienischer Politiker und der erste faschistische Präfekt von Mailand
- Bruno Fornaroli (* 1987), australischer Fußballspieler
- Bruno Förster (1907–1997), deutscher Organist, Landesposaunenwart in Mecklenburg
- Bruno Forte (* 1949), italienischer Geistlicher, Theologe und Dogmatiker, römisch-katholischer Erzbischof von Chieti-Vasto
- Bruno Fortmann (1894–1970), deutscher Mediziner und Rassenhygieniker
- Bruno Foucart (1938–2018), französischer Kunsthistoriker und Akademiker
- Bruno Franceschini (1894–1970), österreich-ungarischer Fähnrich
- Bruno Francisci († 1989), italienischer Automobil- und Motorradrennfahrer
- Bruno von François (1818–1870), preußischer Generalmajor
- Bruno Frank (1887–1945), deutscher Schriftsteller
- Bruno Frankewitz (1897–1982), deutscher Offizier, zuletzt Generalleutnant im Zweiten Weltkrieg
- Bruno Fratus (* 1989), brasilianischer Freistilschwimmer
- Bruno Frei (1897–1988), österreichischer Journalist und Publizist
- Bruno Arturowitsch Freindlich, sowjetischer Schauspieler
- Bruno Frenzel (1944–1983), deutscher Rock-Gitarrist und Komponist
- Bruno Frétin (* 1971), französischer Unternehmer und Autorennfahrer
- Bruno Frey (1920–2005), deutscher Unternehmer, Kulturförderer und Mäzen
- Bruno S. Frey (* 1941), Schweizer Wirtschaftswissenschaftler
- Bruno von Freyberg (1894–1981), deutscher Geologe
- Bruno von Freytag-Löringhoff (1912–1996), deutscher Philosoph und Mathematiker
- Bruno Frick (* 1953), Schweizer Politiker (CVP)
- Bruno Fricke (1900–1985), deutscher politischer Aktivist (NSDAP, Schwarze Front)
- Bruno Friedrich (1927–1987), deutscher Politiker (SPD), MdB, MdEP
- Bruno Friesenbichler (* 1968), österreichischer Fußballspieler und -trainer
- Bruno Fritsch (1842–1933), deutscher Politiker (NLP)
- Bruno Fritsch (1926–2009), Schweizer Wirtschaftswissenschaftler und Hochschullehrer
- Bruno Fritz (1900–1984), deutscher Kabarettist, Schauspieler und Synchronsprecher
- Bruno Fritzsche (* 1986), deutscher Filmproduzent, Regisseur und Unternehmer
- Bruno Fromme (1938–2017), deutscher Zisterzienserabt
- Bruno Fuchs (1907–1962), deutscher Geologe und Paläontologe
- Bruno de Lara Fuchs (* 1999), brasilianischer Fußballspieler
- Bruno Fugmann (1883–1969), deutscher Manager in der Montanindustrie
- Bruno Fuhrmann (1907–1979), deutscher antifaschistischer Widerstandskämpfer und SED-Funktionär in der DDR
- Bruno Furch (1913–2000), österreichischer Widerstandskämpfer, Journalist und Maler

#### G
- Bruno Gaburro (* 1939), italienischer Filmregisseur und Drehbuchautor
- Bruno Galler (* 1946), Schweizer Fußballschiedsrichter
- Bruno Galli-Valerio (1867–1943), italienischer Mikrobiologe und Hochschullehrer
- Bruno Galliker (1931–2020), Schweizer Leichtathlet und Sportreporter
- Bruno Gallo (* 1988), brasilianischer Fußballspieler
- Bruno Gama (* 1987), portugiesischer Fußballspieler
- Bruno Gamberini (1950–2011), brasilianischer Geistlicher, Erzbischof von Campinas
- Bruno Gantenbrink (* 1949), deutscher Segelflieger und Unternehmer
- Bruno Ganz (1941–2019), Schweizer Schauspieler
- Bruno Garbuglia (1952–2011), italienischer Drehbuchautor
- Bruno Garcin (* 1949), französischer Schauspieler
- Bruno Garlepp (1845–1916), deutscher Schriftsteller, Maler und Komponist
- Bruno Gasser (1947–2010), Schweizer Maler, bildender Künstler, Herausgeber, Autor
- Bruno Gebhard (1901–1985), deutsch-amerikanischer Mediziner und Gründer des ersten amerikanischen Gesundheitsmuseums
- Bruno Gebhardt (1858–1905), deutscher Historiker, Begründer des Handbuchs der deutschen Geschichte
- Bruno Gehrig (* 1946), Schweizer Manager und Hochschullehrer
- Bruno Geier (1902–1987), deutscher Mineraloge und Bergbauingenieur
- Bruno Geiser (1846–1898), deutscher Journalist und Politiker (SPD), MdR
- Bruno Geisler (1857–1945), deutscher Naturaliensammler, Ornithologe, Präparator, Taxidermist, Vogelmaler und Illustrator
- Bruno Leonardo Gelber (* 1941), argentinischer Pianist
- Bruno von Geldern-Crispendorf (1827–1894), deutscher Parlamentarier und Verwaltungsbeamter im Fürstentum Reuß älterer Linie
- Bruno Gellert (1872–1945), deutscher Komponist und Dirigent
- Bruno De Genaro (* 2003), argentinischer Hürdenläufer
- Bruno Gentili (* 1954), italienischer Journalist und Fußballkommentator
- Bruno Gentili (1915–2014), italienischer Klassischer Philologe (Gräzist)
- Bruno Gentner (* 1920), deutscher Historiker und Geschichtsmethodiker (DDR)
- Bruno Georges (1892–1968), deutscher Polizist, Polizeichef und Polizeipräsident in Hamburg (1945 bis 1958)
- Bruno Gerber (1936–2005), Schweizer Eishockeyspieler
- Bruno Gerber (* 1964), Schweizer Bobfahrer
- Bruno Gerussi (1928–1995), kanadischer Schauspieler
- Bruno Gervais (* 1984), kanadischer Eishockeyspieler
- Bruno Gesche (1905–1982), deutscher SS-Offizier
- Bruno Ghedina (1943–2021), italienischer Eishockeyspieler
- Bruno Giacomelli (* 1952), italienischer Formel-1-Rennfahrer
- Bruno Giacometti (1907–2012), Schweizer Architekt
- Bruno Giménez (* 1991), uruguayischer Fußballspieler
- Bruno Gimpel (1886–1943), deutscher expressionistischer Maler
- Bruno Giordano (* 1991), uruguayischer Fußballspieler
- Bruno Giordano (* 1956), italienischer Fußballspieler und -trainer
- Bruno Girard (* 1970), französischer Boxer
- Bruno Gironcoli (1936–2010), österreichischer Bildhauer
- Bruno Glaser (* 1966), deutscher Bodenbiogeochemiker und Hochschullehrer
- Bruno Glatschke (1869–1944), deutscher Mediziner
- Bruno Gleißberg (1895–1960), deutscher Politiker
- Bruno Gleitze (1903–1980), deutscher Wirtschaftswissenschaftler, Hochschullehrer und Politiker (SPD)
- Bruno Gloger (* 1923), deutscher Historiker und Autor
- Bruno Gluchowski (1900–1985), deutscher Schriftsteller
- Bruno Gmünder (* 1956), deutscher Verleger
- Bruno Goebel (1860–1944), deutscher Orgelbauer in Königsberg (Preußen)
- Bruno Goedicke (1879–1971), deutscher SS-Brigadeführer
- Bruno Goetz (1885–1954), deutschbaltischer Dichter und Schriftsteller
- Bruno Goldschmitt (1881–1964), deutscher Maler, Graphiker, Holzschneider und Lithograph
- Bruno Golecki (1913–1988), deutscher Ingenieur
- Bruno Goller (1901–1998), deutscher Maler
- Bruno Gollnisch (* 1950), französischer Politiker (FN), Mitglied der Nationalversammlung, MdEP
- Bruno Gonzato (* 1944), italienischer Radrennfahrer
- Bruno Gooskens (* 1938), niederländischer, katholischer Priester und Abt der Trappistenabtei Mariawald
- Bruno Görgen (1777–1842), österreichischer Psychiater
- Bruno Götze (1862–1913), deutscher Radsportler
- Bruno Gouery (* 1975), französischer Schauspieler
- Bruno Grandi (1934–2019), italienischer Sportfunktionär
- Bruno Granholm (1857–1930), finnischer Architekt und Bahningenieur
- Bruno Granichstaedten (1879–1944), österreichischer Komponist
- Bruno Granz (1880–1937), sächsischer Abgeordneter
- Bruno Grassini, italienischer Musicaldarsteller
- Bruno Grauel (1884–1937), deutscher Eishockeyspieler und Eiskunstläufer
- Bruno Griesel (* 1960), deutscher Maler, Zeichner und Druckgrafiker
- Bruno Griesser (1889–1965), österreichischer Zisterzienser und Kirchenhistoriker
- Bruno Grimmek (1902–1969), deutscher Architekt
- Bruno Grimschitz (1892–1964), österreichischer Kunsthistoriker und Museumsleiter
- Bruno Gronen (* 1937), deutscher Lichtkünstler
- Bruno Gröning (1906–1959), deutscher Wunderheiler
- Bruno Groß (1900–1946), deutscher römisch-katholischer Geistlicher und Märtyrer
- Bruno Grosse (1892–1976), deutscher Maler
- Bruno Groth (1926–2018), deutscher Keramiker und Maler
- Bruno Grothe (1898–1973), deutscher Gestapobeamter
- Bruno Grua (* 1946), französischer römisch-katholischer Geistlicher, emeritierter Bischof von Saint-Flour
- Bruno Grusnick (1900–1992), deutscher Musikwissenschaftler und Kirchenmusiker
- Bruno Grüttner (1896–1981), deutscher Politiker (SPD), Mitglied der Stadtverordnetenversammlung von Groß-Berlin
- Bruno Gudelj (* 1966), jugoslawischer bzw. kroatischer Handballspieler und -trainer
- Bruno Guimarães (* 1997), brasilianischer Fußballspieler
- Bruno Gumpert (1907–1960), österreichischer Segelflugpionier und Flugzeugkonstrukteur
- Bruno Günder (1872–1951), deutscher Jurist und Regierungspräsident von Unterfranken und Aschaffenburg (1929–1932)
- Bruno Güterbock (1858–1940), deutscher Privatgelehrter
- Bruno Gutiérrez (* 2002), chilenischer Fußballspieler
- Bruno Gutknecht (1935–2007), deutscher Maler, Grafiker und Architekt
- Bruno Gutmann (1876–1966), deutscher evangelischer Missionar in Deutsch-Ostafrika und Tansania
- Bruno Güttner (1909–1945), deutscher Schauspieler
- Bruno Guttowski (1924–1977), deutscher Eishockeyspieler und -trainer
- Bruno Gutzeit (* 1966), französischer Schwimmer

#### H
- Bruno Habārovs (1939–1994), sowjetischer Degenfechter
- Bruno Haberzettl (* 1965), österreichischer Karikaturist
- Bruno Haid (1912–1993), stellvertretender Minister für Kultur der DDR
- Bruno Hain (1954–2024), deutscher Sprachwissenschaftler und Mundartautor
- Bruno Hake (1927–2010), deutscher Verwaltungsangestellter, Autor, Heimatforscher, Historiker und Heimatpfleger
- Bruno Hampe (1892–1970), deutscher Bauingenieur
- Bruno Hampel (1920–1996), deutscher Autor und Drehbuchautor
- Bruno Hanich (1902–1963), deutscher Maler und Graphiker
- Bruno Hänle (* 1954), deutscher Radrennfahrer
- Bruno Hanuschke (1892–1922), Flugpionier und Flugzeugkonstrukteur
- Bruno d’Harcourt (1899–1930), französischer Automobilrennfahrer
- Bruno Harder (1908–1969), deutscher römisch-katholischer Prälat
- Bruno Hardevust, Kölner Patrizier und Kaufmann
- Bruno Hardt-Warden (1883–1954), österreichischer Librettist und Liedtexter
- Bruno Harms (1890–1967), deutscher Hygieniker
- Bruno Harprecht (1875–1948), deutscher Schauspieler, Theaterregisseur und Operettensänger
- Bruno Hartl (1963–2023), österreichischer Schlagzeuger und Komponist
- Bruno Hartmann (1898–1963), deutscher Politiker und Lehrer
- Bruno Hartung (1846–1919), deutscher evangelisch-lutherischer Theologe und Pfarrer
- Bruno Hassenstein (1839–1902), deutscher Kartograph
- Bruno Hassler, deutscher Behindertensportler
- Bruno von Hauenschild (1896–1953), deutscher Generalleutnant im Zweiten Weltkrieg
- Bruno Hauer (1912–1992), österreichischer Komponist, Musikverleger und Schallplattenproduzent
- Bruno Hauff (1884–1963), deutscher Verleger
- Bruno Hauff, deutscher Unternehmer und Politiker (DDP, DStP), MdL
- Bruno Haunickel (1895–1985), deutscher Maler und Grafiker
- Bruno W. Häuptli (1934–2024), Schweizer Gymnasiallehrer und Altphilologe
- Bruno Richard Hauptmann (1899–1936), deutscher Emigrant, Mörder
- Bruno Hauser (1907–1965), deutscher Bildhauer
- Bruno de Heceta (1743–1807), spanischer Seefahrer und Entdecker
- Bruno Heck (1917–1989), deutscher Politiker (CDU), MdB
- Bruno Heckel (1887–1929), deutscher Ringer
- Bruno Heilig (1888–1968), Journalist, Buchautor und Übersetzer
- Bruno Bernhard Heim (1911–2003), Schweizer Diplomat des Heiligen Stuhls, Titularerzbischof und Heraldiker
- Bruno Heinemann (1858–1938), deutscher Offizier und politischer Funktionär (NSDAP)
- Bruno Heinemann (1880–1918), deutscher Marineoffizier
- Bruno Heinen, Musiker (Piano, Komposition)
- Bruno Heini (* 1960), Schweizer Schriftsteller, Musiker und Unternehmer
- Bruno Heinrich (1908–1992), österreichischer Zisterzienser
- Bruno von Heister (1836–1886), deutscher Rittergutsbesitzer und Parlamentarier
- Bruno Heiz (1918–2012), Schweizer Maler
- Bruno Heller (1925–2014), Schweizer Künstler
- Bruno Heller (* 1960), englischer Drehbuchautor
- Bruno Heller (1894–1945), deutsch-jüdischer Gynäkologe und NS-Opfer
- Bruno Helmle (1911–1996), deutscher Kommunalpolitiker (CDU), Oberbürgermeister der Stadt Konstanz (1959–1980)
- Bruno Hempel (1876–1937), deutscher Politiker (SPD), MdL
- Bruno Henne, deutscher Theaterschauspieler und -regisseur
- Bruno Henneberg (1830–1899), deutscher Landwirt und Politiker
- Bruno Henschel (1900–1976), deutscher Verleger und Publizist
- Bruno Henze (1900–1978), deutscher Gitarrist, Harfenist, Komponist und Musikpädagoge
- Bruno Hering (1892–1974), deutscher Arzt und Standesfunktionär
- Bruno Héroux (1868–1944), deutscher Maler, Grafiker, Schrift- und Exlibriskünstler
- Bruno Herrmann (1888–1957), deutscher Politiker (SPD)
- Bruno Herrmann (1870–1927), deutscher Mundartdichter, Kammerrat und Kommunalpolitiker
- Bruno Hespeler (* 1943), deutscher Berufsjäger und Jagdautor
- Bruno Hesse (1905–1999), Schweizer Maler
- Bruno Paul Hetze (1866–1901), deutscher Maler
- Bruno Heusinger (1900–1987), deutscher Jurist, Präsident des Bundesgerichtshofs
- Bruno Heydrich (1865–1938), deutscher Opernsänger (Tenor), Komponist und Gesangspädagoge
- Bruno Heymann (1871–1943), deutscher Hygieniker und Hochschullehrer
- Bruno Hidber (* 1943), Schweizer Ordensgeistlicher und Moraltheologe
- Bruno Hildebrand (1812–1878), deutscher Wirtschaftswissenschaftler und Politiker
- Bruno Hildebrandt, deutscher Theaterschauspieler und Opernsänger (Tenor)
- Bruno Hildebrandt, Theaterschauspieler
- Bruno Hildenbrand (* 1948), deutscher Soziologe
- Bruno Hillebrand (1935–2016), deutscher Literat und Literaturwissenschaftler
- Bruno Hillmann (1869–1928), deutscher Uhrmacher und Fachautor
- Bruno Hilpert (1850–1910), deutscher Dirigent, Komponist und kaiserlicher Musikdirektor
- Bruno Himpkamp (1925–2008), deutscher Widerstandskämpfer gegen den Nationalsozialismus
- Bruno Hinz (1900–1937), Kommunist und Kommandeur des Thälmann-Bataillons der Internationalen Brigaden im Spanischen Bürgerkrieg
- Bruno Hinz (1915–1968), deutscher Offizier der Waffen-SS während des Zweiten Weltkrieges
- Bruno Hinze-Reinhold (1877–1964), deutscher Pianist und Hochschullehrer
- Bruno-Augustin Hippel (1907–1970), deutscher Geistlicher, römisch-katholischer Bischof von Oudtshoorn
- Bruno Hippler (1894–1942), deutscher Generalmajor (posthum)
- Bruno Hirschberg (1899–1976), deutscher Politiker (CDU) der DDR
- Bruno Hofbauer (* 1967), österreichischer Offizier im Range eines Generalmajors
- Bruno Hofer (1861–1916), deutscher Ichthyologe
- Bruno Hoffmann (1913–1991), deutscher Instrumentenentwickler und Glasmusiker
- Bruno Hofstätter (* 1963), österreichischer Biathlet
- Bruno Hohlfeld (1862–1917), deutscher akademischer Porträtmaler
- Bruno Höhne (1908–1959), deutscher Jurist
- Bruno Holenweger (* 1965), Schweizer Radrennfahrer
- Bruno Hollnagel (* 1948), deutscher Bau- und Wirtschaftsingenieur
- Bruno Hönel (* 1996), deutscher Politiker (Bündnis 90/Die Grünen)
- Bruno Hörning (1868–1935), sächsischer Bürgermeister
- Bruno Hortelano (* 1991), spanischer Leichtathlet
- Bruno Hosp (1938–2023), italienischer Politiker (Südtirol)
- Bruno Huber (1899–1969), österreichischer Botaniker und Hochschulprofessor
- Bruno Hubl (* 1947), österreichischer Geistlicher, Prälat und 67. Abt des Benediktinerstiftes Admont
- Bruno Hübner (1899–1983), deutscher Schauspieler
- Bruno Hübner (* 1961), deutscher Fußballspieler und -funktionär
- Bruno Hubschmid (* 1950), Schweizer Radrennfahrer
- Bruno Huger (* 1962), französischer Radrennfahrer
- Bruno Huguenin (1880–1964), deutscher Jurist im Genossenschaftswesen
- Bruno Hummer (* 1939), österreichischer Politiker (FPÖ), Landtagsabgeordneter
- Bruno Hunziker (1930–2000), Schweizer Politiker (FDP) und Wirtschaftsanwalt
- Bruno Hürlimann (* 1962), Schweizer Radrennfahrer
- Bruno Huschke (1836–1910), Jurist, Politiker und Autor zeitgeschichtlicher Notizen im Fürstentum Schwarzburg-Sondershausen
- Bruno Hussar (1911–1996), französisch-israelischer katholischer Priester
- Bruno Huwiler (* 1942), Schweizer Rechtswissenschaftler

#### I
- Bruno Ibeh (* 1995), nigerianischer Fußballspieler
- Bruno Idžan (* 2006), kroatischer Eishockeyspieler
- Bruno Ilien (* 1959), französischer Autorennfahrer
- Bruno Irizarry, puerto-ricanischer Schauspieler, Regisseur und Filmproduzent
- Bruno Italiener (1881–1956), deutscher liberaler Rabbiner
- Bruno Itschner (1940–2024), deutscher Ingenieur und Hochschullehrer

#### J
- Bruno Jablonsky (1892–1978), deutscher Luftfahrtpionier, Erfinder und Unternehmer
- Bruno Jacob (1881–1954), deutscher Schriftsteller und Heimatforscher
- Bruno Jacobfeuerborn (* 1960), deutscher Ingenieur
- Bruno Jacobs (* 1954), deutscher Vorderasiatischer Archäologe
- Bruno Herbert Jahn, deutscher Autor
- Bruno Viktor Jahn (* 1843), deutscher Jurist, Geheimer Rat und Ministerialdirektor
- Bruno Jantoss (* 1935), deutscher Regisseur
- Bruno Jaschke (* 1958), österreichischer Schriftsteller und Journalist
- Bruno Jasieński (1901–1938), polnischer Dichter
- Bruno Jelk (* 1943), Schweizer Bergretter
- Bruno Jenny (* 1959), Schweizer Projektmanager
- Bruno Johnke (1906–2007), deutscher Turner
- Bruno Jonas (* 1952), deutscher Kabarettist und Autor
- Bruno Jordão (* 1998), portugiesischer Fußballspieler
- Bruno Jori (1922–1970), italienischer Dokumentarfilmer und Filmregisseur
- Bruno Jost (* 1949), deutscher Jurist
- Bruno Joubert (* 1950), französischer Botschafter
- Bruno Julie (* 1978), mauritischer Boxer
- Bruno Julliard (* 1981), französischer Studentenpolitiker
- Bruno Karl August Jung (1886–1966), deutscher Politiker, Oberbürgermeister in Göttingen
- Bruno Junk (1929–1995), sowjetischer Leichtathlet
- Bruno Junqueira (* 1976), brasilianischer Automobilrennfahrer
- Bruno Jursitzky (1898–1944), österreichischer Spinnereiarbeiter und Widerstandskämpfer gegen den Nationalsozialismus
- Bruno Jüttner (1880–1965), deutscher Maler

#### K
- Bruno K. (* 1957), deutscher bildender Künstler, Bildhauer, Aktionskünstler, Designer und Baumeister
- Bruno Kafka (1881–1931), tschechoslowakischer Jurist und Abgeordneter
- Bruno Kahane (1909–1994), österreichischer Eishockeytorwart
- Bruno Kahl (* 1962), deutscher Jurist, Präsident des Bundesnachrichtendienstes
- Bruno Kahn (* 1958), französischer Mathematiker
- Bruno Kaiser (1911–1982), deutscher Germanist
- Bruno Kalitzki (1890–1953), deutsch-israelischer Architekt
- Brūno Kalniņš (1899–1990), lettischer sozialdemokratischer Politiker
- Bruno Karberg (1896–1967), deutscher Gebrauchsgrafiker und Maler
- Bruno Kasdorf (* 1952), deutscher Generalleutnant der Bundeswehr
- Bruno Kastner (1890–1932), deutscher Schauspieler
- Bruno Kaye (1878–1946), deutscher Landwirt und Politiker (DDP), MdL
- Bruno Kegalj (* 1996), kroatischer Eishockeyspieler
- Bruno Keil (1859–1916), deutscher Klassischer Philologe
- Bruno Kerl (1824–1905), deutscher Hochschullehrer für Berg- und Hüttenkunde
- Bruno von Kern (1860–1932), preußischer Generalmajor
- Bruno Kernen (* 1972), Schweizer Skirennfahrer
- Bruno Kernen (* 1961), Schweizer Skirennläufer
- Bruno Keßler (* 2005), deutscher Radsportler
- Bruno Kessler (1924–1991), italienischer Politiker, Mitglied der Camera dei deputati
- Bruno de Keyzer (1949–2019), französischer Kameramann
- Bruno Kiesewetter (1892–1968), deutscher Wirtschaftswissenschaftler
- Bruno Kiesler (1925–2011), deutscher Politiker (SED)
- Bruno von Kiesling auf Kieslingstein (1878–1957), deutscher Generalleutnant im Zweiten Weltkrieg
- Bruno Kirby (1949–2006), US-amerikanischer Schauspieler
- Bruno Kircheisen (1852–1921), deutscher Orgelbauer
- Bruno Kirchhof (1875–1955), deutscher Politiker, sächsischer Kriegsminister, Dresdner Stadtrat
- Bruno Kirchhof (1890–1976), deutscher Politiker (FDP), MdL
- Bruno Kirschner (1884–1964), deutscher Sachbuchautor, Judaist und Herausgeber
- Bruno Kirstein (* 1944), deutscher Maler, Grafiker und Architekt
- Bruno Kisch (1890–1966), tschechisch-deutscher Kardiologe
- Bruno Kitt (1906–1946), deutscher KZ-Arzt
- Bruno Kittel (1870–1948), deutscher Chorleiter und Violinist
- Bruno Klammer (* 1938), italienischer Schriftsteller (Südtirol)
- Bruno Klaus (1848–1915), deutscher Lehrer, Heimatforscher und Landtagsabgeordneter
- Bruno Klausener (1887–1967), deutscher Verwaltungsjurist, Rechtsanwalt und Landrat
- Bruno Kleberg (1927–2005), deutscher Dokumentarfilmer
- Bruno Klein (* 1957), deutscher Kunsthistoriker
- Bruno Oskar Klein (1858–1911), amerikanischer Organist, Pianist und Musikpädagoge deutscher Herkunft
- Bruno Kleinheyer (1923–2003), deutscher Theologe
- Bruno Klimek (* 1958), deutscher Schauspiel- und Opernregisseur, Bühnenbildner, Schriftsteller, Bildender Künstler und Hochschullehrer
- Bruno Klingler, französischer Mathematiker
- Bruno Klockmann (1892–1964), deutscher Schauspieler
- Bruno Klopfer (1900–1971), Psychoanalytiker, Klinischer Psychologe, Rorschachtest-Spezialist, Verleger und Hochschullehrer
- Bruno Knapp (1925–2010), deutscher Jurist und Kommunalpolitiker (CDU)
- Bruno Kneubühler (* 1946), Schweizer Motorradrennfahrer
- Bruno Kneubühler (* 1964), Schweizer Entomologe
- Bruno Knittel (1918–1977), deutscher Bildhauer
- Bruno Wilhelm Knopp (1912–1992), deutscher Jurist, Volkswirtschaftler, Politiker und Publizist
- Bruno Knust (* 1954), deutscher Kabarettist und Autor
- Bruno Köbele (* 1934), deutscher Gewerkschafter
- Bruno Köhler (1900–1989), tschechoslowakischer Politiker
- Bruno Emil König (1833–1902), deutscher Sachbuchschriftsteller
- Bruno Konrad (1930–2007), deutscher Maler und Grafiker
- Bruno Köpf (1929–2020), deutscher Eishockeyspieler
- Bruno Körner (1862–1927), deutscher Politiker
- Bruno Kosak (1936–2019), deutsch-polnischer Politiker und Sejm-Abgeordneter
- Bruno Koschmider (1926–2000), deutscher Unternehmer
- Bruno Köster (1884–1954), deutscher Unternehmer
- Bruno Koster (* 1959), Schweizer Politiker, Landammann von Appenzell Innerrhoden
- Bruno Kouamé (1927–2021), ivorischer Geistlicher, römisch-katholischer Bischof von Abengourou
- Bruno Kozina (* 1992), kroatischer Handballspieler
- Bruno Kralowetz (1911–2001), österreichischer Erfinder und Gründer der Gesellschaft für Fertigungstechnik und Maschinenbau (GFM)
- Bruno Kramm (* 1967), deutscher Musiker, Musikproduzent, Unternehmer und Politiker (Bündnis 90/Die Grünen, Piratenpartei)
- Bruno Krauskopf (1892–1960), deutscher Maler und Grafiker
- Bruno Kreisky (1911–1990), österreichischer Politiker (SPÖ), Abgeordneter zum Nationalrat und Bundeskanzler
- Bruno Krell (1903–1976), deutscher Bildhauer
- Bruno Kresing (1929–2020), deutscher römisch-katholischer Geistlicher, Generalvikar sowie Domkapitular im Erzbistum Paderborn
- Bruno Kress (1907–1997), deutscher Philologe
- Bruno Kreuter (1871–1938), Erster Bürgermeister von Rosenheim
- Bruno Kropff (1925–2017), deutscher Jurist und Honorarprofessor an der Universität Bonn
- Bruno Krug (1874–1964), deutscher Kommunalpolitiker
- Bruno Krüger (1878–1931), deutscher Reichsgerichtsrat
- Bruno Krüger (1922–1983), deutscher LDPD-Funktionär, Vorsitzender des BV Schwerin der LDPD
- Bruno Krüger (1926–2022), deutscher Prähistoriker
- Bruno Krupp (1928–2015), deutscher Politiker (SPD), MdL
- Bruno Krusch (1857–1940), deutscher Historiker und Archivar
- Bruno Kruse (1855–1934), deutscher Bildhauer
- Bruno Kubas (1928–2011), deutscher Bildhauer
- Bruno M. Kübler (1945–2023), deutscher Rechtsanwalt
- Bruno Kühn, deutscher Kommunist und Widerstandskämpfer während der Zeit des Nationalsozialismus
- Bruno Kurowski (1879–1944), deutscher Jurist und Politiker (Zentrum)
- Bruno Kurz (* 1957), deutscher Maler
- Bruno Kurzweil (1891–1942), österreichischer Rechtsanwalt und Holocaustopfer
- Bruno Kuske (1876–1964), deutscher Historiker und Universitätsprofessor
- Bruno Kuzuhara (* 2004), US-amerikanischer Tennisspieler

#### L
- Bruno Labbadia (* 1966), deutscher Fußballspieler und -trainer
- Bruno Lademann (1877–1972), deutscher Maler, Grafiker und Kunstpädagoge
- Bruno Lafont (* 1956), französischer Manager
- Bruno Lafranchi (* 1955), Schweizer Langstreckenläufer
- Bruno Lambart (1924–2014), deutscher Architekt
- Bruno Landi (1928–2005), italienischer Radrennfahrer
- Bruno Landis (* 1942), Schweizer Maler, Zeichner, Plastiker, Grafiker, Autor und Zeichenlehrer
- Bruno Lang (* 1936), Schweizer Künstler
- Bruno Lange (1903–1969), deutscher Physiker und Industrieller
- Bruno Lange (1874–1931), deutscher Jurist
- Bruno Langer (1893–1914), deutscher Pilot, Flugpionier und 1. Deutscher Weltrekordhalter im Dauerfliegen
- Bruno Langlois (* 1979), kanadischer Straßenradrennfahrer
- Bruno Laplante (* 1938), kanadischer Sänger
- Bruno Latour (1947–2022), französischer Soziologe
- Bruno Lauenroth (1906–1971), deutscher Sozialdemokrat und Widerstandskämpfer gegen den Nationalsozialismus
- Bruno Laurent (* 1975), belgischer Schachspieler
- Bruno Lauzi (1937–2006), italienischer Sänger
- Bruno Lavagnini (1898–1992), italienischer Altphilologe, Neogräzist
- Bruno Lawrence (1941–1995), englischer Musiker und Schauspieler
- Bruno Laws (1901–1949), deutscher Politiker (SPD), Mitglied der Stadtverordnetenversammlung von Groß-Berlin
- Bruno Le Maire (* 1969), französischer Politiker (LREM), Minister für Wirtschaft und Finanzen
- Bruno Le Roux (* 1965), französischer Politiker
- Bruno Leali (* 1958), italienischer Radrennfahrer
- Bruno Leddin (1898–1951), deutscher Politiker (SPD), MdL, MdB
- Bruno Lehmann (1896–1969), deutscher Fußballspieler
- Bruno Leibundgut (* 1960), Schweizer Astronom
- Bruno Leicht (* 1962), deutscher Jazztrompeter und Komponist
- Bruno Leichtentritt (1888–1965), deutsch-US-amerikanischer Mediziner (Pädiater)
- Bruno Leiner (1890–1954), deutscher Apotheker, Museumsleiter und Kommunalpolitiker
- Bruno Leingkone (* 1968), vanuatuischer Politiker und Außenminister
- Bruno Leinweber (1902–1989), deutscher Eishockeyspieler, -trainer, -schiedsrichter und -funktionär
- Bruno Leipold (1879–1948), deutscher Violinist, Lehrer, Kantor und Komponist
- Bruno Lentzsch (1903–1972), deutscher Politiker (SED)
- Bruno Lenz (1911–2006), deutscher Maler und Violinist
- Bruno Leoni (1913–1967), italienischer Rechtsphilosoph
- Bruno von Lepel-Gnitz (1843–1908), deutscher Theaterregisseur
- Bruno Lerho (1936–2020), deutscher Heimatkundler und Autor
- Bruno Lettow (1910–1986), deutscher SS-Sturmbannführer und Regierungsrat
- Bruno Leuschner (1910–1965), deutscher Politiker (KPD, SED), MdV, Mitglied des Politbüros des Zentralkomitees der SED
- Bruno Leuschner (* 1957), deutscher Dirigent, Komponist und Arrangeur
- Bruno Leuzinger (1886–1952), Schweizer Eishockeyspieler
- Bruno Lewin (1924–2012), deutscher Japanologe, Koreanist und Linguist
- Bruno Lezzi (1945–2023), Schweizer Militärhistoriker, Journalist und Generalstabsoffizier
- Bruno Liberda (* 1953), österreichischer Komponist
- Bruno Franz Leopold Liebermann (1759–1844), deutscher Theologe
- Bruno Liebich (1862–1939), deutscher Indologe
- Bruno Liebrucks (1911–1986), deutscher Philosoph
- Bruno Lietz (1925–2005), deutscher Politiker (SED), MdV, Minister für Land-, Forst- und Nahrungsgüterwirtschaft der DDR
- Bruno Liljefors (1860–1939), schwedischer Maler
- Bruno Lima (* 1985), portugiesischer Radrennfahrer
- Bruno Lima (* 1996), argentinischer Volleyballspieler
- Bruno Lindner (1853–1930), deutscher Indologe
- Bruno Lippmann (1896–1978), deutscher Lehrer und Heimatforscher
- Bruno Liuzzi (* 2000), argentinisch-chilenischer Fußballspieler
- Bruno Loatti (1915–1962), italienischer Bahnradsportler
- Bruno Loerzer (1891–1960), deutscher Generaloberst im Zweiten Weltkrieg
- Bruno Loets (1904–1969), deutscher Schriftsteller und Übersetzer
- Bruno Lohse (1911–2007), deutscher Kunsthändler
- Bruno Loi (* 1941), italienischer Generalleutnant
- Bruno Loosen (1922–2016), deutscher Generalleutnant der Luftwaffe der Bundeswehr
- Bruno Lopes (* 1966), französischer Rapper und Pokerspieler
- Bruno Henrique Lopes (* 1995), brasilianischer Fußballspieler
- Bruno Lopinski (1877–1961), deutscher Schauspieler, Aufnahmeleiter und Filmproduktionsleiter
- Bruno Lösche (1898–1963), deutscher Politiker (SPD) und Widerstandskämpfer gegen das NS-Regime
- Bruno Löwe (* 1981), deutscher Inline-Skater
- Bruno Löwenberg (1907–1994), deutscher römisch-katholischer Geistlicher, Liturgiewissenschaftler und Pastoraltheologe
- Bruno Lücke (1907–1962), deutscher Politiker (CDU), MdA
- Bruno Lüdke (1908–1944), vermeintlicher deutscher Serienmörder
- Bruno Lüling (1873–1940), Kapellmeister, Komponist und Pianist
- Bruno Lunenfeld (* 1927), österreichischer Arzt und Endokrinologe
- Bruno Lüthi (1931–2023), Schweizer Physiker
- Bruno Lüthi (1944–2013), Schweizer Fußballspieler und -trainer
- Bruno Lutz (1889–1964), deutscher Filmarchitekt

#### M
- Bruno Maaß (1888–1964), deutscher Politiker (FDP), MdL
- Bruno Maass (1893–1973), deutscher Generalleutnant der Luftwaffe der Wehrmacht während des Zweiten Weltkriegs
- Bruno Maçães (* 1974), portugiesischer Politiker und Politologe
- Bruno Maccallini (* 1960), italienisch-deutscher Schauspieler
- Bruno Machens (1895–1976), deutscher Vizeadmiral der Kriegsmarine
- Bruno Maderna (1920–1973), italienischer Komponist und Dirigent
- Bruno Mädler (1855–1917), deutscher Unternehmer
- Bruno Magalhães (* 1980), portugiesischer Rallyefahrer
- Bruno Mahlknecht (* 1940), italienischer Autor und Heimatkundler (Südtirol)
- Bruno Mahlow (1899–1964), deutscher Gewerkschafts- und KPD-Funktionär
- Bruno Mahlow junior (1937–2023), deutscher SED-Funktionär und Diplomat
- Bruno Mahn (* 1887), deutscher Kapitän zur See der Kriegsmarine
- Bruno Majcherek (1936–2020), niederländisch-polnischer Sänger, Klarinettist und Komponist
- Bruno Maldaner (1924–2008), brasilianischer Geistlicher, römisch-katholischer Bischof von Frederico Westphalen
- Bruno Malitz (1905–1948), deutscher NSDAP-Kreisleiter
- Bruno Mann (1874–1938), deutscher Politiker und Oberbürgermeister von Erfurt
- Bruno Manser, Schweizer Ethnologe und Umweltaktivist
- Bruno III. von Mansfeld (1576–1644), Malteserritter, Kriegsmann, Oberstjägermeister in habsburgischen Diensten
- Bruno Mantovani (* 1974), französischer Komponist
- Bruno Marchelli (* 1992), uruguayischer Fußballspieler
- Bruno Marcotte (* 1974), kanadischer Eiskunstlauftrainer und Eiskunstläufer
- Bruno Marek (1900–1991), österreichischer Politiker (SPÖ), Bürgermeister von Wien, Mitglied des Bundesrates
- Bruno Marek (1908–1987), österreichischer Flugpionier
- Bruno Marie-Rose (* 1965), französischer Leichtathlet und Olympiateilnehmer
- Bruno Marin (* 1941), italienischer Ordensgeistlicher, Abtpräses der Kongregation von Subiaco
- Bruno Marini (* 1958), italienischer Saxophonist und HAmmondorgel-Spieler
- Bruno Marioni (* 1975), argentinischer Fußballspieler
- Bruno Markwardt (1899–1972), deutscher Germanist und Literaturwissenschaftler
- Bruno Marquardt (1904–1981), deutscher Maler
- Bruno Mars (* 1985), US-amerikanischer R&B-Musiker, Singer-Songwriter und Musikproduzent
- Bruno Martin (* 1961), Schweizer Politiker (parteilos)
- Bruno Martinato (* 1935), luxemburgischer Radrennfahrer
- Bruno Martini (1962–2020), französischer Fußballspieler
- Bruno Martini (* 1970), französischer Handballtorwart und -funktionär
- Bruno Martino (* 1996), uruguayischer Fußballspieler
- Bruno Martins Indi (* 1992), niederländischer Fußballspieler
- Bruno Marwitz (1870–1939), deutscher Jurist
- Bruno Mascarenhas (* 1981), italienischer Ruderer
- Bruno Massot (* 1989), französisch-deutscher Eiskunstläufer
- Bruno Masure (* 1947), französischer Journalist, Nachrichtensprecher und Schriftsteller
- Bruno Mathieu (* 1958), französischer Organist
- Bruno Mathsson (1907–1988), schwedischer Architekt und Designer
- Bruno Mattei (1931–2007), italienischer Filmregisseur und Filmeditor
- Bruno Matthaei (1869–1947), deutscher Maler
- Bruno Mätzchen (1901–1979), deutscher Politiker (KPD/SED)
- Bruno Mauder (1877–1948), deutscher Glasdesigner
- Bruno Maurenbrecher (1897–1984), deutscher Politiker (ZENTRUM, CDU), MdL
- Bruno Max (* 1962), österreichischer Regisseur, Theaterleiter
- Bruno Mbanangoyé (* 1980), gabunischer Fußballspieler
- Bruno Meerwaldt (1890–1945), deutscher Politiker (SPD)
- Bruno Mégret (* 1949), französischer Politiker (FN), Mitglied der Nationalversammlung, MdEP
- Bruno Meier (* 1962), Schweizer Historiker und Kulturmanager
- Bruno Meier (1905–1967), schweizerischer Künstler
- Bruno Meiser (* 1962), deutscher Arzt und Hochschullehrer
- Bruno Meissner (1868–1947), deutscher Assyriologe und Vorderasiatischer Archäologe
- Bruno Melmer (1909–1978), deutscher SS-Hauptsturmführer
- Bruno Mendel (1897–1959), kanadischer Biochemiker und Mediziner
- Bruno Méndez (* 1990), spanischer Rennfahrer
- Bruno Méndez (* 1999), uruguayischer Fußballspieler
- Bruno von Mengden (1934–2022), deutscher Generalmajor
- Bruno Menzel (1932–1996), deutscher Politiker (FDP), MdB
- Bruno Merk (* 1970), deutscher Kerntechnikingenieur und Hochschullehrer
- Bruno Merk (1922–2013), deutscher Politiker (CSU), MdL, bayerischer Innenminister (1966–1977)
- Bruno Oswin Merz (1843–1914), höherer sächsischer Staatsbeamter
- Bruno Messerli (1931–2019), Schweizer Geograph
- Bruno Metsu (1954–2013), französischer Fußballspieler und -trainer
- Bruno Mey (1932–2003), deutscher Diplomat
- Bruno Meyer (1840–1917), deutscher Kunstwissenschaftler
- Bruno Meyer (1911–1991), Schweizer Archivar und Historiker
- Bruno Karl Meyer (1949–2014), deutscher Physiker
- Bruno Meyer-Plath (1902–1987), deutscher Bauforscher
- Bruno Meyermann (1876–1963), deutscher Astronom
- Bruno Mezenga (* 1988), brasilianischer Fußballspieler
- Bruno Mezzena (1927–2017), italienischer Pianist und Komponist
- Bruno Michaud (1935–1997), Schweizer Fußballspieler, Fußballtrainer und Politiker
- Bruno Mielke (1936–2025), deutscher Offizier, zuletzt Brigadegeneral der Bundeswehr
- Bruno Migliorini (1896–1975), italienischer Sprachwissenschaftler, Romanist, Italianist und Esperantist
- Bruno Mingeon (* 1967), französischer Bobpilot und Trainer
- Bruno Miot (* 1965), französischer Autorennfahrer
- Bruno Modugno (1933–2020), italienischer Fernsehregisseur und Schriftsteller
- Bruno Moeller (1887–1964), deutscher Politiker (DRP), MdL
- Bruno Moeller (1875–1952), deutscher Reichsbahnbeamter
- Bruno Möhring (1863–1929), deutscher Architekt
- Bruno Molitor (1927–2019), deutscher Ökonom
- Bruno Moll (* 1948), Schweizer Dokumentarfilmer
- Bruno Moll (1885–1968), deutscher Finanzwissenschaftler
- Bruno Monden (1900–1980), deutscher Filmarchitekt
- Bruno Mondi (1903–1991), deutscher Kameramann
- Bruno Monguzzi (* 1941), Schweizer Grafikdesigner, Typograf und Lehrer
- Bruno Monsaingeon (* 1943), französischer Geiger, Filmregisseur und Schriftsteller
- Bruno Montelongo (* 1987), uruguayischer Fußballspieler
- Bruno Monteverde (1991–2013), peruanischer Badmintonspieler
- Bruno Monti (1930–2011), italienischer Radrennfahrer
- Bruno von Montluisant (1815–1898), österreichischer Generalmajor
- Bruno Mora (1937–1986), italienischer Fußballspieler
- Bruno Moravetz (1921–2013), deutscher Sportreporter
- Bruno Moreira (* 1987), portugiesischer Fußballspieler
- Bruno Moritz (* 1898), deutsch-ecuadorianischer Buchhändler und Schachspieler
- Bruno Most (* 1962), deutscher Generalarzt
- Bruno da Mota Miranda (* 1995), brasilianischer Fußballspieler
- Bruno Motczinski (1918–2008), deutscher Politiker (SED)
- Bruno Muccioli (* 1960), san-marinesischer Fußballspieler
- Bruno von Mudra (1851–1931), preußischer General der Infanterie
- Bruno Mugellini (1871–1912), italienischer Pianist
- Bruno Müller (1929–1989), Schweizer Maler
- Bruno Müller (1859–1921), deutscher evangelischer Theologe
- Bruno Müller (1902–1975), deutscher Ruderer, Olympiasieger 1928
- Bruno Müller (1883–1960), deutscher Politiker und Widerstandskämpfer
- Bruno Müller (1927–2004), deutscher DBD-Funktionär
- Bruno Müller (1905–1960), deutscher Jurist, SS-Obersturmbannführer und Oberregierungsrat
- Bruno Müller (1889–1968), deutscher Politiker und Bürgermeister von Höchst am Main
- Bruno Müller (* 1969), deutscher Jazz-Gitarrist
- Bruno Müller (1882–1945), tschechoslowakischer Geologe
- Bruno Albin Müller (1879–1939), deutscher Klassischer Philologe, Realschullehrer und Bibliothekar
- Bruno Müller-Linow (1909–1997), deutscher Maler und Graphiker
- Bruno Müller-Oerlinghausen (* 1936), deutscher Psychopharmakologe
- Bruno Müller-Reinert (1897–1954), deutscher Politiker (NSDAP), MdR
- Bruno Munari (1907–1998), italienischer, Grafiker, Maler, Designer und Bildhauer
- Bruno Muratore (* 1967), italienischer Poolbillardspieler
- Bruno Musarò (* 1948), italienischer Geistlicher, römisch-katholischer Erzbischof und Diplomat des Heiligen Stuhls

#### N
- Bruno Nachtergaele (* 1962), belgischer mathematischer Physiker
- Bruno Nascimento (* 1991), brasilianischer Fußballspieler
- Bruno von Natzmer (1831–1867), preußischer Söldner und nicaraguanischer Offizier
- Bruno Naumann zu Königsbrück (1844–1903), sächsischer Unternehmer und Erfinder
- Bruno Nazário (* 1995), brasilianischer Fußballspieler
- Bruno Neibecker (* 1953), deutscher Ökonom und Hochschullehrer
- Bruno Neidhardt von Gneisenau (1811–1889), preußischer General der Infanterie
- Bruno Nelissen-Haken (1901–1975), deutscher Schriftsteller
- Bruno Nette (1887–1960), deutscher Polizist und Judensachbearbeiter der Gestapo in Bremen
- Bruno Nettl (1930–2020), tschechisch-amerikanischer Musikwissenschaftler und Musikethnologe
- Bruno Neumann, deutscher Fußballtorhüter
- Bruno Neumann (1883–1943), deutscher Vielseitigkeitsreiter
- Bruno Neundorfer (1926–2001), deutscher Historiker und Archivar
- Bruno Neves (1981–2008), portugiesischer Radrennfahrer
- Bruno Pius Ngonyani (* 1945), tansanischer Geistlicher und emeritierter römisch-katholischer Bischof von Lindi
- Bruno Nicolai (1926–1991), italienischer Filmkomponist
- Bruno Nicolè (1940–2019), italienischer Fußballspieler
- Bruno Niederbacher (* 1967), italienischer katholischer Philosoph
- Bruno Niederle (* 1953), österreichischer Chirurg
- Bruno Nier (1880–1950), deutscher Ingenieur und Unternehmer
- Bruno von Niessen (1902–1981), deutscher Musiker, Regisseur und Opernintendant
- Bruno Ninaber van Eyben (* 1950), niederländischer Industriedesigner und Hochschullehrer
- Bruno Nitzschke (1892–1956), deutscher Politiker (Ost-CDU), MdL Sachsen-Anhalt
- Bruno Nizzola (1890–1963), Schweizer Maler und bildender Künstler
- Bruno Nöckler (1956–1982), italienischer Skirennläufer
- Bruno Nuytten (* 1945), französischer Kameramann, Filmregisseur und Drehbuchautor
- Bruno N’Gotty (* 1971), französischer Fußballspieler

#### O
- Bruno Oberhammer (* 1946), österreichischer Komponist, Organist und Musikpädagoge
- Bruno Oberle (* 1955), schweizerischer Umweltwissenschaftler
- Bruno Ogbus (* 2005), schweizerisch-nigerianischer Fußballspieler
- Bruno K. Öijer (* 1951), schwedischer Dichter und Schriftsteller
- Bruno Oldani (1936–2021), Schweizer Fotograf, Grafikdesigner und Industriedesigner
- Bruno Onyemaechi (* 1999), nigerianischer Fußballspieler
- Bruno von Openkowski (1887–1952), deutsch-polnischer Jurist und Publizist
- Bruno Orešar (* 1967), kroatischer Tennisspieler
- Bruno Ortmann (1914–2004), deutscher Maler und Grafiker
- Bruno Ortner (1889–1971), österreichischer Generalleutnant
- Bruno Orzykowski (1923–2013), deutscher Politiker (SPD), MdL
- Bruno Osuch (* 1952), deutscher Lehrer und Verbandsfunktionär

#### P
- Bruno Paetsch (1891–1976), deutscher Maler und Grafiker
- Bruno Pais (* 1981), portugiesischer Triathlet
- Bruno Palli (* 1991), venezolanischer Automobilrennfahrer
- Bruno Pammer (1866–1924), österreichischer Abt
- Bruno W. Pannek, deutscher Laiendarsteller
- Bruno W. Pantel (1921–1995), deutscher Schauspieler, Kabarettist und Synchronsprecher
- Bruno Paolinelli (1923–1991), italienischer Filmregisseur und -produzent
- Bruno Parisi (1884–1957), italienischer Zoologe und Museumsdirektor
- Bruno Parma (* 1941), jugoslawischer Schachspieler
- Bruno Parovel (1913–1994), italienischer Ruderer
- Bruno Pasquier (* 1943), französischer Bratschist
- Bruno Pasquini (1914–1995), italienischer Radrennfahrer
- Bruno Pasut (1914–2006), italienischer Komponist, Pianist, Organist, Chorleiter, Dirigent und Musikpädagoge
- Bruno Paul (1874–1968), deutscher Architekt, Designer und Karikaturist
- Bruno Pauletto (* 1954), kanadischer Kugelstoßer
- Bruno Paulmier (* 1958), französischer Offizier und Vizeadmiral der französischen Marine
- Bruno Paulo (* 1990), brasilianischer Fußballspieler
- Bruno Pedron (1944–2022), italienischer Ordensgeistlicher, römisch-katholischer Bischof von Ji-Paraná
- Bruno Pellandini (* 1966), Schweizer Schriftsteller und Dramatiker
- Bruno Pelletier (* 1962), kanadischer Autor, Komponist, Musiker und Schauspieler
- Bruno Pellizzari (1907–1991), italienischer Bahnradsportler
- Bruno Pereirinha (* 1988), portugiesischer Fußballspieler
- Bruno Peres (* 1990), brasilianischer Fußballspieler
- Bruno Pesaola (1925–2015), argentinisch-italienischer Fußballspieler und -trainer
- Bruno Peters (1884–1960), deutscher KPD-Funktionär und Widerstandskämpfer
- Bruno Peterson (1900–1966), deutscher Verleger, Leiter des Verlages Volk und Welt
- Bruno Petković (* 1994), kroatischer Fußballspieler
- Bruno Petzold (1873–1949), deutscher Schriftsteller und Journalist
- Bruno Peyer (1926–1997), Schweizer Chorleiter
- Bruno Peyn (1887–1970), deutscher Schriftsteller
- Bruno Peyron (* 1955), französischer Segler und Abenteurer
- Bruno Pezzatti (* 1951), Schweizer Politiker (FDP)
- Bruno Pezzey (1955–1994), österreichischer Fußballspieler und -trainer
- Bruno Pfütze, deutscher SS-Führer im KZ Auschwitz
- Bruno Pfützner (1883–1961), tschechoslowakischer Fußballspieler
- Bruno Piano (* 1977), uruguayischer Fußballspieler
- Bruno Piazzalunga (* 1944), italienischer Skirennläufer
- Bruno Pietzel (1875–1940), deutscher Glockengießer
- Bruno Piglhein (1848–1894), deutscher Maler und Bildhauer
- Bruno Piñatares (* 1990), uruguayischer Fußballspieler
- Bruno Pinheiro (* 1987), portugiesischer Fußballspieler
- Bruno Pires (* 1981), portugiesischer Radrennfahrer
- Bruno Pires (* 1985), brasilianischer Fußballschiedsrichterassistent
- Bruno Pischiutta (* 1947), kanadisch-italienischer avantgardistischer Regisseur, Autor und Darsteller
- Bruno Pittermann (1905–1983), österreichischer Politiker (SPÖ), Abgeordneter zum Nationalrat
- Bruno Plache (1908–1949), deutscher Arbeitersportler und Abgeordneter der KPD im Leipziger Stadtparlament
- Bruno Plaetschke (1897–1942), deutscher Völkerkundler und Geograph
- Bruno Edler von der Planitz (1873–1950), deutscher Bankier
- Bruno Platter (* 1944), italienischer Geistlicher, emeritierter Hochmeister des Deutschen Ordens
- Bruno Podalydès (* 1961), französischer Schriftsteller, Regisseur und Schauspieler
- Bruno Podesser (* 1964), österreichischer Universitätsprofessor für Labortierkunde sowie Assoziierter Professor für Chirurgie und Herzchirurgie an der Medizinischen Universität Wien
- Bruno Poelke (1883–1975), deutscher Luftfahrtpionier
- Bruno Poet, britischer Lichtdesigner
- Bruno Pokorny (1901–1978), Publizist und Pionier der Erwachsenenbildung in Südtirol
- Bruno Polius (* 1958), französischer Sänger und Musiker
- Bruno Ponnath (1931–2018), deutscher Politiker (CSU), MdL
- Bruno Pontecorvo (1913–1993), italienisch-russischer Physiker und Hochschullehrer
- Bruno Pontisso (1925–1999), italienischer Radrennfahrer
- Bruno Porten, deutscher Zeitungsredakteur im Rheinland und in Danzig
- Bruno Potthast (1887–1967), deutscher Jurist und Kommunalpolitiker (CDU)
- Bruno Prada (* 1971), brasilianischer Segler
- Bruno Pradal (1949–1992), französischer Schauspieler
- Bruno Prats (* 1944), französischer Weinunternehmer in Portugal
- Bruno Praxedes (* 2002), brasilianischer Fußballspieler
- Bruno Predel (1928–2007), deutscher Chemiker
- Bruno Preisendörfer (* 1957), deutscher Schriftsteller
- Bruno Prevedi (1928–1988), italienischer Opernsänger (Tenor)
- Bruno Oskar Pribram (1887–1940), österreichischer Chirurg
- Bruno Primetshofer (1929–2014), römisch-katholischer Ordensgeistlicher und Theologe, Professor für Kirchenrecht
- Bruno Punzalan, philippinischer Schauspieler
- Bruno Pupparo (1959–2009), italienischer Tonmeister und Dozent der italienischen Filmhochschule
- Bruno Putzulu (* 1967), französischer Schauspieler

#### Q
- Bruno Quadros (* 1977), brasilianischer Fußballspieler
- Bruno Quast (* 1958), deutscher Germanist

#### R
- Bruno Råberg (* 1954), schwedischer Jazzmusiker (Kontrabass) und Hochschullehrer
- Bruno Racine (* 1951), französischer Schriftsteller und Bibliotheksleiter
- Bruno Rader (1939–2024), österreichischer Benediktiner
- Bruno Radotić (* 1983), kroatischer Straßenradrennfahrer
- Bruno Radwitz (1895–1953), deutscher Jurist und Politiker
- Bruno Raetsch (* 1962), deutscher Bildhauer und Hochschullehrer
- Bruno Rahmen (* 1948), Schweizer Fußballspieler
- Bruno Rahn (1899–1927), deutscher Filmregisseur, Schauspieler und Produzent
- Bruno Ramann (1832–1897), deutscher Komponist
- Bruno Ramires (* 1994), brasilianischer Fußballspieler
- Bruno Rangel (1981–2016), brasilianischer Fußballspieler
- Bruno Rangel (* 1966), brasilianischer Dartspieler
- Bruno Rappaport (1875–1915), deutscher Althistoriker und Gymnasiallehrer
- Bruno Rauscher (1931–2013), deutscher Jurist und Richter am Bundessozialgericht
- Bruno Raute (1865–1943), deutscher Buchdrucker und Journalist
- Bruno von Reden (1870–1962), deutscher Offizier, Gutsbesitzer und Parlamentarier
- Bruno Reguart Massana (* 2003), spanischer Handballspieler
- Bruno Reichart (* 1943), deutscher Herzchirurg und Hochschullehrer
- Bruno Reichlin (* 1941), Schweizer Architekt
- Bruno H. Reifenrath (1936–2015), deutscher Pädagoge
- Bruno Reiffenstein (1868–1951), österreichischer Fotograf und Fotoverleger
- Bruno Reinbacher (1913–1993), deutscher bildender Künstler
- Bruno Reinhold (1891–1973), deutscher Maler und Grafiker
- Bruno Genrichowitsch Reiter (1941–2019), russischer Agrarwissenschaftler und Politiker
- Bruno Retailleau (* 1960), französischer Politiker (Les Républicains)
- Bruno Reudenbach (* 1952), deutscher Kunsthistoriker
- Bruno Reuer (* 1949), deutscher Ethnomusikologe
- Bruno Reuteler (* 1971), Schweizer Skispringer
- Bruno Rey (1935–2017), Schweizer Innenarchitekt und Möbeldesigner
- Bruno Rezende (* 1986), brasilianischer Volleyballspieler
- Bruno Ribeiro, portugiesischer Opernsänger (Tenor)
- Bruno Ribke (* 1909), deutscher Fußballtrainer und -spieler
- Bruno Richter, deutscher Landschafts- und Architekturmaler
- Bruno Riedl (1937–2019), österreichischer Orgelbauer
- Bruno Rimmelspacher (* 1938), deutscher Jurist, Hochschullehrer und Zivilrechtler
- Bruno Risi (* 1968), Schweizer Bahnradrennfahrer
- Bruno Rixen (1931–2020), deutscher Ingenieur, Erfinder und Unternehmer
- Bruno Rizzi (* 1983), italienischer Radrennfahrer
- Bruno Robeck (* 1969), deutscher Priester und Prior des Zisterzienserklosters Langwaden
- Bruno Rodolfi (1915–1998), argentinischer Fußballspieler
- Bruno Rodrigo (* 1985), brasilianischer Fußballspieler
- Bruno Rodríguez Parrilla (* 1958), kubanischer Politiker, amtierender Außenminister Kubas
- Bruno Rodriguez (* 1972), französischer Fußballspieler
- Bruno Rodríguez (* 1986), mexikanischer Tennisspieler
- Bruno Rodschinka (1891–1929), deutscher Pilot
- Bruno Rodzik (1935–1998), französischer Fußballspieler
- Bruno Rohner (* 1948), Schweizer Radrennfahrer
- Bruno Röhr (1875–1926), deutscher Architekt
- Bruno Rojas (* 1993), bolivianischer Sprinter
- Bruno Roschnafsky (* 1970), deutsch-rumänischer Basketballspieler und -trainer
- Bruno Rossetti (1960–2018), französisch-italienischer Sportschütze
- Bruno Rossi (1905–1993), italienischer Astrophysiker
- Bruno Rossmann (* 1952), österreichischer Ökonom und Politiker der Grünen
- Bruno Roth (1911–1998), deutscher Radrennfahrer
- Bruno Rothardt (1891–1980), deutscher SS-Brigadeführer und Generalmajor der Waffen-SS
- Bruno Röthig (1859–1931), deutscher evangelischer Kirchenmusiker und Komponist
- Bruno Rothschild (1900–1932), deutscher katholischer Priester, jüdischer Konvertit
- Bruno Rousselet (* 1961), französischer Jazzmusiker (Bass)
- Bruno Rubeo (1946–2011), italienischer Filmausstatter
- Bruno Rudau (1891–1970), deutscher Lehrer und Heimatforscher
- Bruno Rudolph (1938–2021), deutscher Fußballspieler
- Bruno Rüffer (1901–1943), deutscher kommunistischer Widerstandskämpfer
- Bruno Ruffo (1920–2007), italienischer Motorradrennfahrer
- Bruno Rüger (1886–1972), deutscher Gospieler
- Bruno Rühl (1926–2018), deutscher Politiker (CDU)

#### S
- Bruno de Sá (* 1989), brasilianischer Sopranist
- Bruno Saby (* 1949), französischer Rallye-Fahrer
- Bruno Sacco (1933–2024), italienisch-deutscher Konstrukteur und Designer, „Stilist“ bei Mercedes-Benz
- Bruno Sahliger (1922–1993), deutscher Politiker (GB/BHE, CSU), MdL Bayern und Bürgermeister
- Bruno Saile (* 1952), Schweizer Ruderer
- Bruno Salge (1872–1924), deutscher Kinderarzt
- Bruno von Salomon (1900–1952), deutscher Journalist, Spanienkämpfer und politischer Aktivist
- Bruno Saltor (* 1980), spanischer Fußballspieler
- Bruno Salzer (1859–1919), deutscher Unternehmer
- Bruno Sälzer (* 1957), deutscher Manager
- Bruno Salzmann (* 1883), deutscher Bahnradsportler
- Bruno Sammartino (1935–2018), italienischer Wrestler
- Bruno Sanches (* 1977), französischer Schauspieler und Drehbuchautor
- Bruno Sancho (* 1985), portugiesischer Straßenradrennfahrer
- Bruno Sander (1884–1979), österreichischer Geologe und Schriftsteller
- Bruno Sandkühler (* 1931), deutscher Lehrer, Schriftsteller und Übersetzer
- Bruno Sansoni (1927–2018), deutscher analytischer Chemiker
- Bruno Alexandre dos Santos Patacas (* 1977), portugiesischer Fußballspieler
- Bruno Santos (* 1983), brasilianischer Fußballspieler
- Bruno Sant’Anna (* 1993), brasilianischer Tennisspieler
- Bruno Sarcevic (* 1973), kroatischer Basketballspieler
- Bruno Sarda (* 1954), italienischer Comicautor
- Bruno Satori-Neumann (1886–1943), deutscher Theaterwissenschaftler und Publizist
- Bruno Sattler (1898–1972), deutscher SS-Sturmbannführer und Kriminaldirektor, Gestapochef in Belgrad
- Bruno Sauer (1861–1919), deutscher Klassischer Archäologe
- Bruno Saul (1932–2022), estnischer Politiker, Mitglied des Riigikogu, Regierungschef Estlands
- Bruno Savry (* 1974), französischer Fußballspieler und -trainer
- Bruno Louis Schaefer (1860–1945), deutscher Rechtsanwalt und Politiker
- Bruno Schäfer (1883–1957), deutscher Bildhauer, Designer und Hochschullehrer
- Bruno Schaller (* 1958), Schweizer Lehrer, Journalist und Pilot
- Bruno Schenk (1857–1932), deutscher Zauberkünstler
- Bruno Stephan Scherer (1929–2017), Schweizer Schriftsteller
- Bruno Gustav Scherwitz (* 1896), deutscher NSDAP-Gauleiter
- Bruno C. Schestak (1903–1950), sudetendeutscher Komponist und Dirigent
- Bruno Schettino (1941–2012), italienischer Theologe, römisch-katholischer Erzbischof von Capua
- Bruno Schier (1902–1984), sudetendeutscher Volkstumsforscher
- Bruno Schilling (1798–1871), deutscher Rechtswissenschaftler und Hochschullehrer
- Bruno Schindler (1882–1964), deutscher Sinologe
- Bruno Schirra (* 1958), deutscher Journalist
- Bruno Schlage (1903–1977), deutscher Lageraufseher in Auschwitz
- Bruno Schlegelberger (* 1934), deutscher Theologe
- Bruno Schliebenow (1909–1966), deutscher Gehörlosenfunktionär
- Bruno Schlokat (1898–1993), deutscher Speerwerfer
- Bruno Schmid (1944–2024), deutscher römisch-katholischer Theologe
- Bruno Schmidt (1924–2003), deutscher Politiker (CDU), MdL
- Bruno Schmidt (1845–1910), Architekt und Stadtbaurat in Weimar
- Bruno Oscar Schmidt (* 1986), brasilianischer Beachvolleyballspieler, Weltmeister und Olympiasieger
- Bruno Schmidt-Bleibtreu (1926–2018), deutscher Staatsrechtler und Ministerialdirektor
- Bruno Schmidtsdorf (1908–1938), deutscher Schauspieler und Musiker der Kolonne Links
- Bruno Schmitz (1858–1916), deutscher Architekt
- Bruno Schnakenberg (1922–2013), deutscher Gewerkschafter und Politiker (SPD), MdBB
- Bruno Schneider (1886–1969), deutscher Politiker (DNVP), MdR
- Bruno Schneider (* 1957), Schweizer Hornist
- Bruno Schnell (1929–2018), deutscher Verleger und Herausgeber
- Bruno Schoeneberg (1906–1995), deutscher Mathematiker
- Bruno Schöne, deutscher Landwirtschaftspolitiker
- Bruno Schönfeld (1885–1981), deutscher Bühnenschauspieler, -regisseur und Theaterintendant
- Bruno Schönlank (1859–1901), deutscher Journalist und Politiker (SPD), MdR
- Bruno Schönlank (1891–1965), deutscher Lyriker, Dramatiker, Roman- und Hörspielautor
- Bruno Schottstädt (1927–2000), deutscher evangelischer Pfarrer
- Bruno Schrader (1861–1926), deutscher Pianist, Komponist und Musikschriftsteller
- Bruno Schrep (* 1945), deutscher Journalist
- Bruno Schriber (* 1947), Schweizer Fußballspieler
- Bruno Schröder (1867–1928), deutscher Lehrer, Botaniker und Phykologe
- Bruno Schroder (1933–2019), britischer Bankier
- Bruno Schröder (1867–1940), deutsch-britischer Bankier, Kunstsammler und Mäzen
- Bruno Schröder (1878–1934), deutscher Klassischer Archäologe
- Bruno Schröder (1894–1968), deutscher Politiker (FDP), MdL
- Bruno von Schrötter (1816–1888), preußischer Verwaltungsjurist, Richter und Landrat
- Bruno Schubert (* 1997), deutscher Schauspieler und Synchronsprecher
- Bruno H. Schubert (1919–2010), deutscher Unternehmer, Konsul und Mäzen
- Bruno von Schuckmann (1857–1919), deutscher Jurist, kaiserlicher Gouverneur von Deutsch-Südwestafrika, Mitglied des Preußischen Abgeordnetenhauses
- Bruno Schüler (1901–1956), deutscher Manager, Verwaltungsbeamter und Politiker (NSDAP)
- Bruno Schüller (1925–2007), deutscher Jesuit und Moraltheologe
- Bruno Schultz (1894–1987), deutscher Wirtschaftswissenschaftler, Volkswirt sowie Hochschullehrer
- Bruno Schultz (1895–1945), deutscher Fotograf, Verleger und Hauptmann im OKW
- Bruno K. Schultz (1901–1997), österreichisch-deutscher SS-Führer, Anthropologe und Hochschullehrer
- Bruno Schultze (* 1941), deutscher Philologe und Anglist
- Bruno Schulz (1888–1944), deutscher Meereskundler
- Bruno Schulz (1865–1932), deutscher Architekt, preußischer Baubeamter, Bauforscher und Hochschullehrer
- Bruno Schulz (1890–1958), deutscher Erbbiologe und Psychiater
- Bruno Schulz (* 1940), deutscher Graveurmeister, Medailleur und Unternehmer im Bereich Holzschnitzerei
- Bruno Schulz (1892–1942), polnischer Schriftsteller, Literaturkritiker, Graphiker und Zeichner
- Bruno Schulze, deutscher Radrennfahrer
- Bruno Schumacher (1879–1957), deutscher Gymnasial- und Hochschullehrer, Historiker Ost- und Westpreußens
- Bruno Schurer (* 1947), deutscher Wirtschaftspädagoge
- Bruno Schussnig (1892–1976), österreichisch-deutscher Biologe und Hochschullehrer
- Bruno Schuster (1884–1946), deutscher Reichsgerichtsrat
- Bruno Schütt (1876–1956), deutscher Schullehrer und Botaniker
- Bruno Schwabe (1834–1918), Generaloberstabsarzt der Weimarer Garnison
- Bruno Schwaiger (1877–1927), deutscher Kaufmann und Genossenschaftsdirektor
- Bruno Schwarze (1876–1960), deutscher Ingenieur und Ministerialbeamter
- Bruno Schweizer (1897–1958), deutscher Sprachforscher
- Bruno Schwietzke, deutscher Schriftsteller
- Bruno Scipioni (1934–2019), italienischer Schauspieler und Synchronsprecher
- Bruno Scrosati (1937–2024), italienischer Chemiker und Hochschullehrer, Elektrochemiker
- Bruno Scultetus (1879–1956), deutscher Generalmajor im Zweiten Weltkrieg
- Bruno Sedlaczek (* 1928), deutscher Diplomat, Botschafter der DDR im Libanon
- Bruno Seibt (1856–1933), deutscher Politiker (Zentrum), MdR
- Bruno Seidel († 1591), deutscher Mediziner, Sprichwortsammler und neulateinischer Dichter
- Bruno Seidel (1909–1970), deutscher Politikwissenschaftler
- Bruno Seidler-Winkler (1880–1960), deutscher Dirigent, Arrangeur und Pianist
- Bruno Seidlhofer (1905–1982), österreichischer Pianist, Organist und Hochschullehrer
- Bruno Seiler (* 1956), deutscher Fußballspieler
- Bruno Seitler (1851–1925), deutscher Architekt und Hochschullehrer
- Bruno Semenzato (* 1992), brasilianischer Tennisspieler
- Bruno Senftleben (1905–1976), deutscher Widerstandskämpfer gegen den Nationalsozialismus
- Bruno Senna (* 1983), brasilianischer Automobilrennfahrer
- Bruno Senninger (1889–1943), deutscher Landrat
- Bruno Siegel (1890–1949), deutscher Arbeiterfunktionär und Widerstandskämpfer
- Bruno Siegel (1889–1945), deutscher römisch-katholischer Geistlicher und Märtyrer
- Bruno Siemers (1911–2006), deutscher Journalist und Diplomat
- Bruno Silva (* 1980), uruguayischer Fußballspieler
- Bruno Silva (* 1986), brasilianischer Fußballspieler
- Bruno Simma (* 1941), deutsch-österreichischer Völkerrechtler
- Bruno Simões (1971–2012), portugiesischer Schauspieler
- Bruno Sivilotti (1936–1982), italienisch-argentinischer Radrennfahrer
- Bruno Six (1906–1984), deutscher Politiker (CDU), MdL
- Bruno Skalweit (1867–1926), deutscher Agronom, Hochschullehrer für landwirtschaftliche Betriebslehre in Königsberg
- Bruno Skibbe (1893–1964), deutscher Agrarwissenschaftler
- Bruno Skibbe (1906–1975), deutscher Schriftsetzer, Typograf und Grafiker
- Bruno Skrehunetz (1898–1978), österreichischer Journalist
- Bruno Skulte (1905–1976), lettischer Komponist
- Bruno Snell (1896–1986), deutscher klassischer Philologe
- Bruno Soares (* 1982), brasilianischer Tennisspieler
- Bruno Gabriel Soares (* 1988), brasilianischer Fußballspieler
- Bruno J. Sobotka (1944–2019), deutscher Denkmalpfleger
- Bruno Socé (1946–2014), jugoslawischer bzw. kroatischer Basketballtrainer
- Bruno Söderström (1881–1969), schwedischer Leichtathlet
- Bruno Solo (* 1964), französischer Schauspieler und Fernsehmoderator
- Bruno Sommerer (1907–1973), deutscher Gewerkschafter
- Bruno Soriano (* 1984), spanischer Fußballspieler
- Bruno Sorich (1904–1942), italienischer Ruderer
- Bruno Sotty (* 1949), französischer Autorennfahrer
- Bruno Felipe Souza da Silva (* 1994), brasilianischer Fußballspieler
- Bruno Alves de Souza (* 1992), brasilianischer Fußballspieler
- Bruno Fernandes de Souza (* 1984), brasilianischer Fußballspieler
- Bruno Specht, deutscher Architekt
- Bruno Speck (1934–1998), Schweizer Mediziner
- Bruno Spengler (* 1983), kanadischer Automobilrennfahrer
- Bruno Spinelli (* 1997), brasilianischer Stabhochspringer
- Bruno Spitzl (1887–1962), österreichischer Benediktiner, Militärgeistlicher im Ersten Weltkrieg, Pfarrer in Wien und Wallfahrtspriester in Maria Plain
- Bruno Spoerri (* 1935), Schweizer Jazzmusiker und Komponist
- Bruno St-Onge (* 1959), kanadischer Biathlonfunktionär
- Bruno St. Jacques (* 1980), kanadischer Eishockeyspieler
- Bruno de Stabenrath (* 1961), französischer Schauspieler, Komponist, Musiker und Schriftsteller
- Bruno Stäblein (1895–1978), deutscher Musikwissenschaftler
- Bruno Staffelbach (* 1957), Schweizer Wirtschaftswissenschaftler
- Bruno Stagno Ugarte (* 1970), costa-ricanischer Politiker und Diplomat
- Bruno Stamer (1900–1988), deutscher Politiker (NSDAP), MdR
- Bruno Stane-Grill (1927–2012), kroatischer Bildhauer, Maler und Zeichner
- Bruno Stanek (* 1943), Schweizer Raumfahrtexperte und Fernsehmoderator
- Bruno Stanischewski, deutscher Fußballspieler
- Bruno Steck (* 1971), Schweizer Eishockeyspieler
- Bruno Stefanini (1924–2018), Schweizer Immobilienbesitzer und Kunstsammler
- Bruno Steffen (1891–1973), deutscher Luftfahrtpionier, Pilot und Flugzeugbauer
- Bruno Steglich (1857–1929), deutscher Agrarwissenschaftler
- Bruno Steiger (* 1946), Schweizer Schriftsteller
- Bruno Steimer (* 1959), deutscher römisch-katholischer Kirchenhistoriker
- Bruno Stein (1930–1996), US-amerikanischer Ökonom und Hochschullehrer
- Bruno Steinhoff (* 1937), deutscher Unternehmer
- Bruno Stephan (1907–1981), deutscher Kameramann
- Bruno Stickroth (1937–2017), deutscher Schauspieler, Moderator, Sänger und Frisör und Model
- Bruno Stisser (1592–1646), deutscher Rechtswissenschaftler und Jurist
- Bruno Stori (* 1955), italienischer Schauspieler, Regisseur und Dramatiker
- Bruno Storni (* 1954), Schweizer Politiker (SP)
- Bruno Stöwsand (1911–1996), deutscher Journalist und Chefredakteur
- Brúnó Straub (1914–1996), ungarischer Biochemiker, Politiker und Staatspräsident
- Bruno Strauss (1889–1969), deutscher Pädagoge, Germanist und Philosophiehistoriker
- Bruno Streckenbach (1902–1977), deutscher SS-Gruppenführer und Generalleutnant der Waffen-SS
- Bruno Streit (* 1948), Schweizer Ökologe und Professor für Ökologie und Evolution
- Bruno Strobl (* 1949), österreichischer Komponist und Dirigent
- Bruno Stübel (1842–1907), deutscher Bibliothekar
- Bruno Adolph Sturm (1815–1885), Jurist und Abgeordneter in der Frankfurter Nationalversammlung
- Bruno Stürmer (1892–1958), deutscher Komponist und Musiklehrer
- Bruno Suckau (1903–1970), deutscher Tontechniker
- Bruno Sulzbacher (* 1936), österreichischer Komponist und Dirigent
- Bruno Sutter (* 1977), Schweizer Fußballspieler
- Bruno Suzuki (* 1990), japanisch-brasilianischer Fußballspieler
- Bruno Szordikowski (1944–2021), deutscher Gitarrist, Komponist und Musikpädagoge

#### T
- Bruno Tabanez (* 1985), brasilianischer Straßenradrennfahrer
- Bruno Tacke (1861–1942), deutscher Moorforscher und Bodenkundler
- Bruno Tamme (1883–1964), deutscher Architekt
- Bruno Tanzmann (1878–1939), deutscher völkischer Verleger und Schriftsteller
- Bruno Taut (1880–1938), deutscher Architekt und Stadtplaner
- Bruno Tesch (1890–1946), deutscher Chemiker, Unternehmer und Kriegsverbrecher (Zyklon B-Produzent)
- Bruno Tesch (1913–1933), deutscher Antifaschist
- Bruno Tetzner (1922–2008), deutscher Kulturpolitiker und Musikpädagoge
- Bruno Thalmann (1919–1975), deutscher LDPD-Funktionär, MdV, Mitglied des Staatsrats der DDR
- Bruno Theek (1891–1990), deutscher Pfarrer und Schriftsteller
- Bruno Thiebes (1906–1993), deutscher römisch-katholischer Geistlicher, Domdekan in Speyer
- Bruno Thiem (1823–1913), deutscher Kommunalpolitiker, Bürgermeister von Kelbra und Magdeburg-Buckau
- Bruno Thomas (1910–1988), österreichischer Kunsthistoriker und Waffenkundler
- Bruno Thomauske (* 1949), deutscher Physiker und Manager
- Bruno Thoß (* 1945), deutscher Militärhistoriker
- Bruno Thost (1936–2019), deutscher Schauspieler, Theaterregisseur und Intendant
- Bruno Thüring (1905–1989), deutscher Physiker und Astronom
- Bruno Thürlimann (1923–2008), Schweizer Bauingenieur
- Bruno Tietz (1933–1995), deutscher Ökonom
- Bruno Timm (1902–1972), deutscher Kameramann
- Bruno Timm (1940–1994), deutscher Politiker (CDU), MdL
- Bruno Tobback (* 1969), belgischer Politiker
- Bruno Todeschini (* 1962), Schweizer Schauspieler
- Bruno Toledo (* 1994), uruguayischer Fußballspieler
- Bruno Tolentino (1940–2007), brasilianischer Lyriker, Hochschullehrer und Dolmetscher
- Bruno Tommasi (1930–2015), italienischer Geistlicher, Erzbischof von Lucca
- Bruno Tommaso (* 1946), italienischer Jazz-Bassist
- Bruno Tonioli (* 1955), britisch-italienischer Talentshowjuror, Choreograf und Tänzer
- Bruno Toniolli (* 1943), italienischer Eisschnellläufer
- Bruno Topff (1886–1920), deutscher Marinesoldat, Vorsitzender des Sønderborger Soldatenrates
- Bruno Torpigliani (1915–1995), italienischer Geistlicher und Apostolischer Nuntius
- Bruno Tosi (1937–2012), italienischer Journalist und Musikkritiker
- Bruno Touschek (1921–1978), österreichischer Physiker
- Bruno Trani (1928–2022), italienischer Regattasegler
- Bruno Trawinski (1893–1977), deutscher Politiker (Zentrum, CDU), MdL
- Bruno Trenkler (1863–1926), deutscher Unternehmer
- Bruno Trentin (1926–2007), italienischer Politiker, MdEP
- Bruno Trojani (1907–1966), Schweizer Skispringer
- Bruno Trommer (1865–1946), preußischer und osmanischer Generalmajor
- Bruno Tshibala (* 1956), kongolesischer Politiker
- Bruno von Türckheim (1826–1874), Mitglied der ersten Kammer der badischen Ständeversammlung
- Bruno Tüscher (* 1984), Schweizer Politiker (FDP.Die Liberalen)

#### U
- Bruno Uher (1912–1976), österreichischer Musiker
- Bruno Uhl (1895–1990), deutscher Kaufmann
- Bruno Unkhoff (1931–2002), deutscher Bildhauer
- Bruno von Uthmann (1891–1978), deutscher Generalleutnant und Militärattaché in Stockholm
- Bruno Uvini (* 1991), brasilianischer Fußballspieler

#### V
- Bruno Vagedes (1903–1977), deutscher Politiker (CDU), MdL
- Bruno Vahl-Berg (1903–1984), deutscher Schauspieler
- Bruno Vailati (1919–1990), italienischer Regisseur, Drehbuchautor, Produzent und Dokumentarfilmer
- Bruno Vale (* 1983), portugiesischer Fußballtorhüter
- Bruno Valencony (* 1968), französischer Fußballspieler
- Bruno Valentin (* 1972), französischer Geistlicher, römisch-katholischer Bischof von Carcassonne-Narbonne
- Bruno Valentin (1885–1969), deutsch-brasilianischer Orthopäde und Hochschullehrer
- Bruno Vallette (* 1976), französischer Mathematiker
- Bruno Vanoni (* 1959), Schweizer Politiker (GFL/Grüne)
- Bruno Varela (* 1994), portugiesischer Fußballtorwart
- Bruno Varriano (* 1971), italienischer römisch-katholischer Ordensgeistlicher, Weihbischof im Lateinischen Patriarchat von Jerusalem
- Bruno Vattovaz (1912–1943), italienischer Ruderer
- Bruno Venturini (1911–1991), italienischer Fußballtorwart
- Bruno Verdieck (1902–1969), deutscher Gewerkschafter (DGB) und Politiker (SPD), MdL
- Bruno Elizeu Versari (* 1959), brasilianischer Geistlicher, römisch-katholischer Bischof von Ponta Grossa
- Bruno Versavel (* 1967), belgischer Fußballspieler
- Bruno Viana (* 1995), brasilianischer Fußballspieler
- Bruno Vicino (* 1952), italienischer Radrennfahrer und Sportlicher Leiter
- Bruno von Vietinghoff (1849–1905), russischer Kapitän
- Bruno Violet (1871–1945), deutscher evangelischer Theologe
- Bruno Visentini (1914–1995), italienischer Politiker, Mitglied der Camera dei deputati, MdEP
- Bruno Visintin (1932–2015), italienischer Boxer
- Bruno Vogel (1898–1987), deutscher Schriftsteller
- Bruno Vogt (* 1960), liechtensteinischer Fußballspieler
- Bruno Voigt (1912–1988), deutscher Maler, Grafiker und Museumsdirektor
- Bruno Volger, deutscher Verlagsbuchhändler
- Bruno Volkmann (* 1990), brasilianischer Poker- und Tennisspieler
- Bruno Vondenhoff (1902–1982), deutscher Dirigent, Intendant, Musikwissenschaftler und Hochschullehrer
- Bruno Vrcic (* 2000), deutscher Basketballspieler

#### W
- Bruno Wachsmann (1888–1951), deutscher Verwaltungsjurist und Landrat
- Bruno Wahl (1876–1971), österreichischer Entomologe
- Bruno von Wahl (1868–1952), deutscher Maler und Fachlehrer
- Bruno von Waldthausen (1862–1926), Jurist und Unternehmer, Mitglied des Kurhessischen Kommunallandtags Kassel
- Bruno Waldvogel-Frei (* 1961), Schweizer reformierter Pfarrer und Kulturschaffender
- Bruno Walliser (* 1966), Schweizer Politiker (SVP)
- Bruno Walpoth (* 1959), italienischer Bildhauer (Südtirol)
- Bruno Walrave (1939–2022), niederländischer Radsportler und Schrittmacher
- Bruno Walter (1876–1962), deutsch-französisch-amerikanischer Dirigent, Pianist und Komponist
- Bruno Walter (* 1961), deutscher Politiker (Die Violetten)
- Bruno Walter (* 1963), deutscher Kommunalpolitiker (CDU)
- Bruno Waltert (1937–2017), deutscher Jurist und Zeitungsjournalist
- Bruno Wank (* 1961), deutscher Bildhauer
- Bruno Wansierski (1904–1994), deutscher Politoffizier (SED) und Vizeadmiral
- Bruno Warendorp († 1341), Lübecker Bürgermeister
- Bruno Warendorp († 1411), Ratsherr der Hansestadt Lübeck
- Bruno Warendorp († 1457), Lübecker Ratsherr und Bürgermeister
- Bruno von Warendorp († 1369), Ratsherr und Bürgermeister von Lübeck
- Bruno Wartelle (* 1971), französischer Boxer
- Bruno Watschinger (1920–2017), österreichischer Nephrologe
- Bruno Weber (1915–1956), deutscher Mediziner und Bakteriologe sowie SS-Hauptsturmführer (1944)
- Bruno Weber (1931–2011), Schweizer Künstler und Architekt
- Bruno Weber (* 1954), Schweizer Papierschneider, Maler und Kunstvermittler
- Bruno Weber (1909–1997), deutscher Museumsleiter und Naturschutzbeauftragter
- Bruno Wechner (1908–1999), österreichischer Bischof
- Bruno Wedding (1869–1931), deutscher Diplomat
- Bruno Wegener (1882–1950), deutscher Radrennfahrer
- Bruno Wehnert (1875–1959), deutscher Gymnasiallehrer und Religions- und Sprachwissenschaftler
- Bruno Wehrli (1867–1927), Schweizer Fotograf
- Bruno Weichsel (1903–1945), deutscher römisch-katholischer Geistlicher und Märtyrer
- Bruno Weigand (1850–1923), deutscher Lehrer, Geologe und Entomologe
- Bruno Weigandt, deutscher Offizier und Kaufmann
- Bruno Weigl (1881–1938), mährischer Komponist
- Bruno Weil (1883–1961), deutsch-argentinischer Rechtsanwalt, Politiker und Autor
- Bruno Weil (* 1949), deutscher Dirigent
- Bruno Weinberger (1920–2012), deutscher Verwaltungsjurist
- Bruno Weinhals (1954–2006), österreichischer Schriftsteller
- Bruno Weinschel (1919–2003), deutscher Hochfrequenztechniker und Unternehmer
- Bruno Welleschik (1944–2011), österreichischer HNO-Arzt
- Bruno Wenzel (1879–1948), deutscher Kaufmann und Journalist
- Bruno Werdelmann (1920–2010), deutscher persönlich haftender Gesellschafter bei Henkel, Hochschullehrer und Stifter
- Bruno Werner (* 1956), deutscher Leichtathlet
- Bruno E. Werner (1896–1964), deutscher Erzähler und Publizist
- Bruno Werntgen (1893–1913), deutscher Flugpionier und Fluglehrer
- Bruno Wersig (1882–1970), deutscher Maler und Radierer
- Bruno Weschke (1904–1966), deutscher Architekt
- Bruno Weyer (1857–1936), deutscher Marineoffizier
- Bruno Wick (1942–1967), Schweizer Handballspieler
- Bruno Wiefel (1924–2001), deutscher Politiker (SPD), MdL, MdB
- Bruno K. Wiese (1922–2011), deutscher Grafik-Designer
- Bruno Wildbach (* 1964), österreichischer Maler
- Bruno Wilhelmi (1865–1909), deutscher Lebensreformer und Pionier der Gartenstadt-Bewegung
- Bruno Wille (1860–1928), deutscher Prediger, Philosoph, Journalist und Schriftsteller
- Bruno Willenbücher († 1956), Senatspräsident beim Oberverwaltungsgericht Berlin, kurzzeitiger Bezirksbürgermeister von Berlin-Wilmersdorf
- Bruno Winawer (1883–1944), polnischer Schriftsteller
- Bruno Windisch (1849–1916), sächsischer Offizier, Oberjustizrat und Präsident des Königlich-Sächsischen Militärvereinsbund
- Bruno Winzer, deutscher Offizier und Agent des Ministeriums für Staatssicherheit
- Bruno Hanns Wittek (1895–1935), sudetendeutscher Schriftsteller
- Bruno Wittenstein (1876–1968), lippischer Landschafts- und Porträtmaler
- Bruno Wittig (1885–1973), Landtagsabgeordneter Volksstaat Hessen
- Bruno Wögerer (* 1943), österreichischer Politiker (SPÖ), Landtagsabgeordneter im Burgenland
- Bruno Wojtinek (* 1963), französischer Radrennfahrer
- Bruno Wolf (1878–1971), deutscher Kommunalbeamter
- Bruno Wolfer (* 1954), Schweizer Radrennfahrer
- Bruno Wolff (1870–1918), deutscher Gynäkologe und Pathologe
- Bruno Wolke (1904–1973), deutscher Radrennfahrer
- Bruno Wolkowitch (* 1961), französischer Schauspieler
- Bruno Wollbrink (* 1957), deutscher Politiker (SPD), Bürgermeister von Herford
- Bruno Wöllner (* 1908), deutscher Fußballspieler
- Bruno Wollstädter (1878–1940), deutscher Bildhauer
- Bruno Wunderlich (1848–1909), deutscher Kaufmann, Unternehmer, Rittergutsbesitzer und Generalkonsul
- Bruno Würschmitt (1790–1851), deutscher katholischer Priester, Domkapitular und Naturwissenschaftler
- Bruno Wurster (1939–2003), Schweizer Maler
- Bruno Würtz (1933–1992), deutscher Germanist, Philosoph, Theaterkritiker und Intendant des Deutschen Staatstheaters Temeswar
- Bruno Wüstenberg (1912–1984), deutscher Erzbischof

#### Y
- Bruno Essoh Yedoh (* 1963), ivorischer Geistlicher und römisch-katholischer Bischof von Bondoukou
- Bruno Yoset (* 2001), uruguayischer Leichtathlet
- Bruno zu Ysenburg und Büdingen (1837–1906), 3. Fürst zu Ysingen und Büdingen

#### Z
- Bruno Mauricio de Zabala (1682–1736), spanischer Politiker
- Bruno Zach (1891–1945), österreichischer Bildhauer
- Bruno Zanin (1951–2024), italienischer Schauspieler und Autor
- Bruno Zarrillo (* 1966), italo-kanadischer Eishockeyspieler
- Bruno P. Zehnder (1945–1997), Schweizer Tierfotograf
- Bruno Zeiß (1887–1972), deutscher Kommunalpolitiker
- Bruno Zeschke (1881–1967), deutscher Politiker (DVP), MdR
- Bruno Zevi (1918–2000), italienischer Architekt, Architekturhistoriker, Autor, Hochschullehrer und Politiker, Mitglied der Camera dei deputati
- Bruno Ziauddin (* 1965), Schweizer Journalist und Autor
- Bruno Ziebs (* 1934), deutscher Fußballspieler
- Bruno Zieger (1925–2009), deutscher Radrennfahrer
- Bruno Ziegler (1879–1941), deutscher Bildhauer
- Bruno Ziener (1870–1941), deutscher Schauspieler
- Bruno H. Zimm (1920–2005), US-amerikanischer Chemiker
- Bruno Zimmer (* 1956), deutscher Kommunalpolitiker und Oberbürgermeister von Idar-Oberstein (2007–2015)
- Bruno Zimmermann (* 1995), deutscher Handballspieler
- Bruno Zollfrank (* 1955), deutscher Radrennfahrer
- Bruno Zschokke (1860–1926), Schweizer Chemiker und Metallurg
- Bruno Zuculini (* 1993), argentinischer Fußballspieler
- Bruno Zumino (1923–2014), italienischer Physiker, Professor für theoretische Physik
- Bruno Zuppiger (1952–2016), Schweizer Politiker (SVP)
- Bruno Zurkirchen (* 1948), Schweizer Architekt
- Bruno Zwicker (1907–1944), tschechoslowakischer Soziologe und Opfer des Holocausts
- Bruno Zwintscher (1838–1905), deutscher Klavierpädagoge

### Familienname
- Alessandro Bruno (* 1983), italienischer Fußballspieler
- Alfonso Bruno (* 1933), venezolanischer Sprinter
- Andrea Bruno (1931–2025), italienischer Architekt, Architekturhistorikerin und Hochschullehrer
- Angelo Bruno (1910–1980), italienisch-amerikanischer Mobster
- Angelo Bruno (Radsportler) († 2021), italienischer Bahnradsportler
- Billi Bruno (* 1997), US-amerikanische Schauspielerin
- Carlo Bruno (Geigenbauer) (1872–1964), italienischer Geigenbauer
- Carlo Bruno (Pianist) (* 1935), italienischer Pianist und Komponist
- Carlo Bruno (Gitarrist) (* 1978), italienischer Gitarrist
- Carlo Bruno (Bassist), italienischer Jazzbassist
- Chris Bruno (* 1966), US-amerikanischer Schauspieler, Filmregisseur und Stuntman
- Christoph Bruno (16. Jh.), deutscher Übersetzer und Rektor der Poetenschule in München
- Christoph Friedrich Bruno (* um 1700; † 1763), preußischer Landrat
- Dylan Bruno (* 1972), US-amerikanischer Schauspieler
- Edoardo Bruno (1928–2020), italienischer Filmwissenschaftler, Filmregisseur und Drehbuchautor
- Ettore Bruno (* 1940), italienischer Schauspieler und Sänger
- Federico Bruno (Regisseur), italienischer Filmregisseur, Drehbuchautor und Kameramann
- Federico Bruno (* 1993), argentinischer Mittelstreckenläufer
- Francesco Bruno (* 1968), italienischer Sportschütze
- Frank Bruno (* 1961), britischer Boxer
- Giordano Bruno (1548–1600), italienischer Philosoph
- Giuseppe Bruno (Kardinal) (1875–1954), italienischer römisch-katholischer Kardinal
- Giuseppe Bruno (Autor) (1945–2014), italienischer Autor
- Giuseppe Faà di Bruno (1815–1889), italienischer römisch-katholischer Priester und Generalrektor der Pallottiner
- Isabella Bruno (* 1954), italienische Dokumentarfilmerin
- Jack Bruno (* 1951), britischer Schlagzeuger
- Jahzir Bruno (* 2009), US-amerikanischer Schauspieler
- Jerry Bruno (1920–2020), US-amerikanischer Jazzmusiker (Bass)
- Jimmy Bruno (* 1953), US-amerikanischer Jazz-Gitarrist, Lehrer und Autor
- Johannes Bruno (1933–2020), deutscher Lehrer, Historiker und Autor
- John Bruno, US-amerikanischer Spezialeffektkünstler
- Joseph Bruno (Politiker) (1929–2020), US-amerikanischer Politiker
- Joseph Jon Bruno (1946–2023), US-amerikanischer anglikanischer Bischof
- Justine Bruno (* 1994), französische Schwimmerin
- Luciano Bruno (* 1963), italienischer Boxer
- Mandy Bruno (* 1981), US-amerikanische Schauspielerin
- Maria Carlota Bruno, brasilianische Filmproduzentin
- Massimo Bruno (* 1993), belgischer Fußballspieler
- Michael Bruno (1932–1996), israelischer Ökonom
- Nando Bruno (1895–1963), italienischer Schauspieler
- Nicette Bruno (1933–2020), brasilianische Schauspielerin
- Nick Bruno, US-amerikanischer Animator und Filmregisseur
- Nicolas Bruno (* 1989), argentinischer Volleyballspieler
- Patrick Bruno (* 1964), französischer Festkörperphysiker
- Piero Bruno (* 1963), italienischer Architekt
- Pierre Bruno (* 1996), italienischer Rugby-Union-Spieler
- Richard Bruno (1924–2012), US-amerikanischer Kostümbildner und Kostümberater
- Sébastien Bruno (* 1974), französischer Rugby-Union-Spieler
- Tom Bruno (Musiker) (1932–2012), US-amerikanischer Jazzmusiker
- Tom Bruno (Baseballspieler) (* 1953), US-amerikanischer Baseballspieler
- Vincenzo Bruno (* 1933), italienischer Ruderer